# Australie aux Jeux olympiques d'été de 2024
L'Australie participe aux Jeux olympiques de 2024 à Paris. Il s'agit de sa 30e participation à des Jeux olympiques d'été.
La kayakiste Jessica Fox et le joueur de hockey sur gazon Eddie Ockenden sont nommés porte-drapeaux de la délégation australienne.

## Nombre d’athlètes qualifiés par sport
Voici la liste des qualifiés et sélectionnés australiens par sport (remplaçants compris) :
| Sport                                                                               | Hommes    | Femmes    | Total      |
| ----------------------------------------------------------------------------------- | --------- | --------- | ---------- |
| Athlétisme                                                                          | 34        | 41        | 75         |
| Aviron                                                                              | 14        | 21        | 35         |
| Badminton                                                                           | 0         | 3         | 3          |
| Basket-ball                                                                         | 12        | 16        | 28         |
| Boxe                                                                                | 6         | 6         | 12         |
| Breakdance                                                                          | 1         | 1         | 2          |
| Canoë-kayak                                                                         | 9         | 7         | 16         |
| Cyclisme                                                                            | 12        | 13        | 25         |
| Équitation                                                                          | 5         | 4         | 9          |
| Escalade                                                                            | 1         | 1         | 2          |
| Football                                                                            | 0         | 19        | 19         |
| Golf                                                                                | 2         | 2         | 4          |
| Gymnastique                                                                         | 1         | 11        | 12         |
| Haltérophilie                                                                       | 1         | 2         | 3          |
| Hockey sur gazon                                                                    | 16        | 16        | 32         |
| Judo                                                                                | 1         | 2         | 3          |
| Lutte                                                                               | 2         | 0         | 2          |
| Sports aquatiques • Natation sportive • Plongeon • Natation artistique • Water-polo | 23 5 0 13 | 21 6 8 13 | 44 11 8 26 |
| Pentathlon moderne                                                                  | 0         | 1         | 1          |
| Rugby à sept                                                                        | 12        | 12        | 24         |
| Skateboard                                                                          | 4         | 5         | 9          |
| Surf                                                                                | 2         | 2         | 4          |
| Taekwondo                                                                           | 2         | 1         | 3          |
| Tennis                                                                              | 5         | 4         | 9          |
| Tennis de table                                                                     | 3         | 3         | 6          |
| Tir                                                                                 | 6         | 4         | 10         |
| Tir à l'arc                                                                         | 1         | 1         | 2          |
| Triathlon                                                                           | 2         | 2         | 4          |
| Voile                                                                               | 6         | 6         | 12         |
| Volley-ball • Beach-volley                                                          | 4         | 2         | 6          |
| Total                                                                               | 205       | 256       | 461        |

## Bilan général
| Place | Sport       | Médaille d'or, Jeux olympiques | Médaille d'argent, Jeux olympiques | Médaille de bronze, Jeux olympiques | Total | Rang pays |
| ----- | ----------- | ------------------------------ | ---------------------------------- | ----------------------------------- | ----- | --------- |
| 1     | Natation    | 7                              | 9                                  | 3                                   | 19    | 2e        |
| 2     | Cyclisme    | 3                              | 2                                  | 3                                   | 8     | 3e        |
| 3     | Canoë-kayak | 3                              | 1                                  | 1                                   | 5     | 2e        |
| 4     | Skateboard  | 2                              | 0                                  | 0                                   | 2     | 2e        |
| 5     | Athlétisme  | 1                              | 2                                  | 4                                   | 7     | 10e       |
| 6     | Voile       | 1                              | 1                                  | 0                                   | 2     | 4e        |
| 7     | Tennis      | 1                              | 0                                  | 0                                   | 1     | 3e        |
| 8     | Équitation  | 0                              | 1                                  | 0                                   | 1     | 4e        |
| 8     | Plongeon    | 0                              | 1                                  | 0                                   | 1     | 5e        |
| 8     | Surf        | 0                              | 1                                  | 0                                   | 1     | 4e        |
| 8     | Water-polo  | 0                              | 1                                  | 0                                   | 1     | 3e        |
| 12    | Boxe        | 0                              | 0                                  | 2                                   | 2     | 17e       |
| 13    | Aviron      | 0                              | 0                                  | 1                                   | 1     | 13e       |
| 13    | Basket-ball | 0                              | 0                                  | 1                                   | 1     | 5e        |
| 13    | Tir         | 0                              | 0                                  | 1                                   | 1     | 13e       |
| Total | Total       | 18                             | 19                                 | 16                                  | 53    | 4e        |

| Jour       | Médaille d'or, Jeux olympiques | Médaille d'argent, Jeux olympiques | Médaille de bronze, Jeux olympiques | Total |
| ---------- | ------------------------------ | ---------------------------------- | ----------------------------------- | ----- |
| 26 juillet | 0                              | 0                                  | 0                                   | 0     |
| 27 juillet | 3                              | 2                                  | 0                                   | 5     |
| 28 juillet | 1                              | 0                                  | 0                                   | 1     |
| 29 juillet | 1                              | 2                                  | 0                                   | 3     |
| 30 juillet | 1                              | 0                                  | 1                                   | 2     |
| 31 juillet | 1                              | 2                                  | 2                                   | 5     |
| 1er août   | 1                              | 0                                  | 1                                   | 2     |
| 2 août     | 3                              | 0                                  | 1                                   | 4     |
| 3 août     | 1                              | 2                                  | 2                                   | 5     |
| 4 août     | 0                              | 3                                  | 1                                   | 4     |
| 5 août     | 1                              | 1                                  | 0                                   | 2     |
| 6 août     | 1                              | 0                                  | 1                                   | 2     |
| 7 août     | 4                              | 0                                  | 2                                   | 6     |
| 8 août     | 0                              | 2                                  | 2                                   | 4     |
| 9 août     | 0                              | 2                                  | 1                                   | 3     |
| 10 août    | 0                              | 2                                  | 0                                   | 2     |
| 11 août    | 0                              | 1                                  | 2                                   | 3     |
| Total      | 18                             | 19                                 | 16                                  | 53    |

| Sexe   | Médaille d'or, Jeux olympiques | Médaille d'argent, Jeux olympiques | Médaille de bronze, Jeux olympiques | Total |
| ------ | ------------------------------ | ---------------------------------- | ----------------------------------- | ----- |
| Hommes | 5                              | 10                                 | 6                                   | 21    |
| Femmes | 13                             | 9                                  | 8                                   | 30    |
| Mixte  | 0                              | 0                                  | 2                                   | 2     |
| Total  | 18                             | 19                                 | 16                                  | 53    |

## Médaillés
Légende
- Hommes
- Femmes
- Mixte

### Médailles d'or
| Sport              | Discipline / Épreuve  | Discipline / Épreuve  | Athlète(s)                                                 | Performance                                           | Date       |
| ------------------ | --------------------- | --------------------- | ---------------------------------------------------------- | ----------------------------------------------------- | ---------- |
| Athlétisme         | Saut à la perche      | Compétition féminine  | Nina Kennedy                                               | 4,55 m                                                | 7 août     |
| BMX                | Racing                | Compétition féminine  | Saya Sakakibara                                            | 34 s 231                                              | 2 août     |
| Canoë-kayak        | Slalom C1 200 m       | Compétition féminine  | Jessica Fox                                                | 101 s 06                                              | 31 juillet |
| Canoë-kayak        | Slalom K1 500 m       | Compétition féminine  | Jessica Fox                                                | 96 s 08                                               | 28 juillet |
| Canoë-kayak        | Kayak cross (KX1)     | Compétition féminine  | Noemie Fox                                                 | 1re                                                   | 5 août     |
| Cyclisme sur piste | Poursuite par équipes | Compétition masculine | Oliver Bleddyn Sam Welsford Conor Leahy Kelland O'Brien    | 3 min 42 s 067 contre Grande-Bretagne                 | 7 août     |
| Cyclisme sur route | Contre-la-montre      | Compétition féminine  | Grace Brown                                                | 39 min 38 s 24                                        | 27 juillet |
| Natation           | 50 m nage libre       | Compétition masculine | Cameron McEvoy                                             | 21 s 25                                               | 2 août     |
| Natation           | 200 m nage libre      | Compétition féminine  | Mollie O'Callaghan                                         | 1 min 53 s 27                                         | 29 juillet |
| Natation           | 400 m nage libre      | Compétition féminine  | Ariarne Titmus                                             | 3 min 57 s 49                                         | 27 juillet |
| Natation           | 100 m dos             | Compétition féminine  | Kaylee McKeown                                             | 57 s 43                                               | 30 juillet |
| Natation           | 200 m dos             | Compétition féminine  | Kaylee McKeown                                             | 2 min 3 s 73                                          | 2 août     |
| Natation           | 4 × 100 m nage libre  | Compétition féminine  | Bronte Campbell Emma McKeon Meg Harris Olivia Wunsch       | 3 min 28 s 92                                         | 27 juillet |
| Natation           | 4 × 200 m nage libre  | Compétition féminine  | Brianna Throssell Jamie Perkins Lani Pallister Shayna Jack | 7 min 38 s 08                                         | 1er août   |
| Skateboard         | Park                  | Compétition masculine | Keegan Palmer                                              | 93,11 points                                          | 7 août     |
| Skateboard         | Park                  | Compétition féminine  | Arisa Trew                                                 | 93,18 points                                          | 6 août     |
| Tennis             | Double                | Compétition masculine | Matthew Ebden John Peers                                   | 6-7, 7-61, [10-8] contre Austin Krajicek / Rajeev Ram | 3 août     |
| Voile              | Laser                 | Compétition masculine | Matthew Wearn                                              | 40 points                                             | 7 août     |

### Médailles d'argent
| Sport              | Discipline / Épreuve        | Discipline / Épreuve  | Athlète(s) | Performance                     | Date       |
| ------------------ | --------------------------- | --------------------- | --- | ------------------------------- | ---------- |
| Athlétisme         | 1 500 m                     | Compétition féminine  | Jessica Hull | 3 min 52 s 56                   | 10 août    |
| Athlétisme         | Saut en hauteur             | Compétition féminine  | Nicola Olyslagers | 1,95 m                          | 4 août     |
| Canoë-kayak        | K4 500 m                    | Compétition masculine | Jackson Collins Noah Havard Pierre van der Westhuyzen Riley Fitzsimmons | 1 min 19 s 84                   | 8 août     |
| Cyclisme sur piste | Vitesse individuelle        | Compétition masculine | Matthew Richardson | 0 - 2 contre Harrie Lavreysen   | 7 août     |
| Cyclisme sur piste | Keirin                      | Compétition masculine | Matthew Richardson | 2e                              | 11 août    |
| Équitation         | Concours complet individuel | Compétition masculine | Christopher Burton | 22,4 pen.                       | 29 juillet |
| Natation           | 100 m nage libre            | Compétition masculine | Kyle Chalmers | 47 s 48                         | 31 juillet |
| Natation           | 400 m nage libre            | Compétition masculine | Elijah Winnington | 3 min 42 s 21                   | 27 juillet |
| Natation           | 200 m brasse                | Compétition masculine | Zac Stubblety-Cook | 2 min 6 s 79                    | 31 juillet |
| Natation           | 4 × 100 m nage libre        | Compétition masculine | Flynn Southam Jack Cartwright Kyle Chalmers William Yang | 3 min 10 s 35                   | 27 juillet |
| Natation           | 50 m nage libre             | Compétition féminine  | Meg Harris | 23 s 97                         | 4 août     |
| Natation           | 200 m nage libre            | Compétition féminine  | Ariarne Titmus | 1 min 53 s 81                   | 29 juillet |
| Natation           | 800 m nage libre            | Compétition féminine  | Ariarne Titmus | 8 min 12 s 29                   | 3 août     |
| Natation           | 4 × 100 m 4 nages           | Compétition féminine  | Alexandria Perkins Ella Ramsay Iona Anderson Meg Harris | 3 min 53 s 11                   | 4 août     |
| Natation           | 10 km en eau libre          | Compétition féminine  | Moesha Johnson | 2 h 3 min 39 s 7                | 8 août     |
| Plongeon           | Tremplin à 3 m              | Compétition féminine  | Maddison Keeney | 343,10 points                   | 9 août     |
| Surf               | Épreuve masculine           | Compétition masculine | Jack Robinson | 7,83 - 17,67 contre Kauli Vaast | 6 août     |
| Voile              | IQFoil                      | Compétition masculine | Grae Morris | 2e                              | 3 août     |
| Water-polo         | Tournoi féminin             | Compétition féminine  | Gabriella Palm Keesja Gofers Elle Armit Bronte Halligan Sienna Green Abby Andrews Charlize Andrews Sienna Hearn Zoe Arancini Alice Williams Tilly Kearns Danijela Jackovich Genevieve Longman | 9 - 11 contre Espagne           | 10 août    |

### Médailles de bronze
| Sport              | Discipline / Épeuve       | Discipline / Épeuve                           | Athlète(s) | Performance                     | Date       |
| ------------------ | ------------------------- | --------------------------------------------- | --- | ------------------------------- | ---------- |
| Athlétisme         | Lancer du disque          | Compétition masculine                         | Matthew Denny | 69,31 m                         | 7 août     |
| Athlétisme         | 20 km marche              | Compétition féminine                          | Jemima Montag | 1 h 26 min 25 s                 | 1er août   |
| Athlétisme         | 35 km marche              | Compétition mixte (hommes et femmes mélangés) | Rhydian Cowley Jemima Montag | 2 h 51 min 38 s                 | 7 août     |
| Athlétisme         | Saut en hauteur           | Compétition féminine                          | Eleanor Patterson | 1,95 m                          | 4 août     |
| Aviron             | Deux sans barreur         | Compétition féminine                          | Annabelle McIntyre Jess Morrison | 7 min 3 s 54                    | 2 août     |
| Basket-ball à cinq | Tournoir féminin          | Compétition féminine                          | Jade Melbourne Kristy Wallace Steph Talbot Tess Madgen Alanna Smith Ezi Magbegor Marianna Tolo Cayla George Amy Atwell Isobel Borlase Lauren Jackson Sami Whitcomb | 85 - 81 Belgique                | 11 août    |
| BMX                | Freestyle                 | Compétition féminine                          | Natalya Diehm | 88,80 points                    | 31 juillet |
| Boxe               | Poids plumes (- 57 kg)    | Compétition masculine                         | Charlie Senior | 0 - 5 contre Abdumalik Khalokov | 8 août     |
| Boxe               | Poids moyens (- de 75 kg) | Compétition féminine                          | Caitlin Parker | 0 - 5 contre Li Qian            | 8 août     |
| Canoë-kayak        | K2 500 m                  | Compétition masculine                         | Jean van der Westhuyzen Tom Green | 1 min 27 s 29                   | 9 août     |
| Cyclisme sur piste | Vitesse par équipes       | Compétition masculine                         | Leigh Hoffman Matthew Richardson Matthew Glaetzer | 41 min 597 s contre France      | 6 août     |
| Cyclisme sur piste | Keirin                    | Compétition masculine                         | Matthew Glaetzer | 3e                              | 11 août    |
| Natation           | 4 × 200 m nage libre      | Compétition mixte (hommes et femmes mélangés) | Flynn Southam Kai Taylor Thomas Neill Zac Incerti | 7 min 1 s 98                    | 30 juillet |
| Natation           | 200 m 4 nages femmes      | Compétition féminine                          | Kaylee McKeown | 2 min 8 s 08                    | 3 août     |
| Natation           | 4 × 100 m 4 nages         | Compétition mixte (hommes et femmes mélangés) | Emma McKeon Iona Anderson Zac Stubblety-Cook Kyle Chalmers | 3 min 38 s 76                   | 3 août     |
| Tir                | Fosse olympique           | Compétition féminine                          | Penny Smith | 32 points                       | 31 juillet |

## Résultats

### Athlétisme

#### Hommes
| Athlète(s)                                               | Épreuve          | Premier tour (ou tour préliminaire) | Premier tour (ou tour préliminaire) | Repêchage (ou premier tour) | Repêchage (ou premier tour) | Demi-finale   | Demi-finale | Finale          | Finale  |
| Athlète(s)                                               | Épreuve          | Temps                               | Rang                                | Temps                       | Rang                        | Temps         | Rang        | Temps           | Rang    |
| -------------------------------------------------------- | ---------------- | ----------------------------------- | ----------------------------------- | --------------------------- | --------------------------- | ------------- | ----------- | --------------- | ------- |
| Rohan Browning                                           | 100 m            | 10 s 29                             | 6e                                  | Éliminé                     | Éliminé                     | Éliminé       | Éliminé     | Éliminé         | Éliminé |
| Joshua Azzopardi                                         | 100 m            | 10 s 20                             | 4e                                  | Éliminé                     | Éliminé                     | Éliminé       | Éliminé     | Éliminé         | Éliminé |
| Calab Law                                                | 200 m            | 20 s 75                             | 7e                                  | NPP                         | NPP                         | Éliminé       | Éliminé     | Éliminé         | Éliminé |
| Reece Holder                                             | 400 m            | 44 s 53                             | 3e                                  | Exempté                     | Exempté                     | 44 s 94       | 5e          | Éliminé         | Éliminé |
| Joseph Deng                                              | 800 m            | 1 min 45 s 87                       | 6e                                  | 1 min 48 s 58               | 5e                          | Éliminé       | Éliminé     | Éliminé         | Éliminé |
| Peter Bol                                                | 800 m            | 1 min 47 s 50                       | 7e                                  | 1 min 46 s 12               | 4e                          | Éliminé       | Éliminé     | Éliminé         | Éliminé |
| Peyton Craig                                             | 800 m            | 1 min 45 s 81                       | 3e                                  | Exempté                     | Exempté                     | 1 min 44 s 11 | 6e          | Éliminé         | Éliminé |
| Adam Spencer                                             | 1 500 m          | 3 min 37 s 68                       | 8e                                  | 3 min 34 s 45               | 6e                          | Éliminé       | Éliminé     | Éliminé         | Éliminé |
| Oliver Hoare                                             | 1 500 m          | 3 min 39 s 11                       | 13e                                 | 3 min 34 s 00               | 5e                          | Éliminé       | Éliminé     | Éliminé         | Éliminé |
| Stewart McSweyn                                          | 1 500 m          | 3 min 36 s 55                       | 11e                                 | 3 min 37 s 49               | 12e                         | Éliminé       | Éliminé     | Éliminé         | Éliminé |
| Morgan McDonald                                          | 5 000 m          | 13 min 52 s 67                      | 9e                                  | Non disputé                 | Non disputé                 | Non disputé   | Non disputé | Éliminé         | Éliminé |
| Stewart McSweyn                                          | 5 000 m          | 14 min 12 s 31                      | 12e                                 | Non disputé                 | Non disputé                 | Non disputé   | Non disputé | 13 min 31 s 38  | 18e     |
| Patrick Tiernan                                          | Marathon         | Non disputé                         | Non disputé                         | Non disputé                 | Non disputé                 | Non disputé   | Non disputé | 2 h 10 min 34 s | 24e     |
| Andrew Buchanan                                          | Marathon         | Non disputé                         | Non disputé                         | Non disputé                 | Non disputé                 | Non disputé   | Non disputé | 2 h 12 min 58 s | 45e     |
| Liam Adams                                               | Marathon         | Non disputé                         | Non disputé                         | Non disputé                 | Non disputé                 | Non disputé   | Non disputé | 2 h 13 min 33 s | 49e     |
| Tayleb Willis                                            | 110 m haies      | 13 s 63                             | 5e                                  | 13 s 67                     | 5e                          | Éliminé       | Éliminé     | Éliminé         | Éliminé |
| Ben Buckingham                                           | 3 000 m steeple  | 8 min 32 s 12                       | 10e                                 | Non disputé                 | Non disputé                 | Non disputé   | Non disputé | Éliminé         | Éliminé |
| Matthew Clarke                                           | 3 000 m steeple  | 8 min 49 s 85                       | 11e                                 | Non disputé                 | Non disputé                 | Non disputé   | Non disputé | Éliminé         | Éliminé |
| Calab Law Jacob Despard Joshua Azzopardi Lachlan Kennedy | Relais 4 × 100 m | 38 s 12                             | 6e                                  | Non disputé                 | Non disputé                 | Non disputé   | Non disputé | Éliminé         | Éliminé |
| Declan Tingay                                            | 20 km marche     | Non disputé                         | Non disputé                         | Non disputé                 | Non disputé                 | Non disputé   | Non disputé | 1 h 19 min 59 s | 11e     |
| Rhydian Cowley                                           | 20 km marche     | Non disputé                         | Non disputé                         | Non disputé                 | Non disputé                 | Non disputé   | Non disputé | 1 h 20 min 4 s  | 12e     |
| Kyle Swan                                                | 20 km marche     | Non disputé                         | Non disputé                         | Non disputé                 | Non disputé                 | Non disputé   | Non disputé | 1 h 23 min 32 s | 35e     |

| Athlète(s)            | Épreuve           | Qualification | Qualification | Finale      | Finale                              |
| Athlète(s)            | Épreuve           | Performance   | Rang          | Performance | Rang                                |
| --------------------- | ----------------- | ------------- | ------------- | ----------- | ----------------------------------- |
| Brandon Starc         | Saut en hauteur   | 2,24 m        | 6e            | Éliminé     | Éliminé                             |
| Joel Baden            | Saut en hauteur   | 2,15 m        | 14e           | Éliminé     | Éliminé                             |
| Yual Reath            | Saut en hauteur   | 2,20 m        | 11e           | Éliminé     | Éliminé                             |
| Kurtis Marschall      | Saut à la perche  | 5,70 m        | 9e            | 5,85 m      | 6e                                  |
| Christopher Mitrevski | Saut en longueur  | 7,79 m        | 9e            | Éliminé     | Éliminé                             |
| Liam Adcock           | Saut en longueur  | 7,56 m        | 14e           | Éliminé     | Éliminé                             |
| Connor Murphy         | Triple saut       | 16,80 m       | 6e            | 16,30 m     | 12e                                 |
| Matthew Denny         | Lancer du disque  | 66,83 m       | 2e            | 69,31 m     | Médaille de bronze, Jeux olympiques |
| Cameron McEntyre      | Lancer du javelot | 81,18 m       | 9e            | Éliminé     | Éliminé                             |

| Athlète          | Épreuve  | 100 m   | SL     | LP      | SH     | 400 m   | 110 m H | LD      | SP     | LJ      | 1 500 m       | Total | Rang |
| ---------------- | -------- | ------- | ------ | ------- | ------ | ------- | ------- | ------- | ------ | ------- | ------------- | ----- | ---- |
| Ashley Moloney   | Résultat | 10 s 56 | 7,05 m | 13,40 m | NPT    | NPT     | NPT     | NPT     | NPT    | NPT     | NPT           | NPT   | NPT  |
| Ashley Moloney   | Points   | 961     | 826    | 692     | NPT    | NPT     | NPT     | NPT     | NPT    | NPT     | NPT           | NPT   | NPT  |
| Daniel Golubovic | Résultat | 11 s 32 | 6,60 m | 13,89 m | 1,93 m | 50 s 37 | 15 s 15 | 44,65 m | 4,60 m | 59,33 m | 4 min 39 s 02 | 7 566 | 19e  |
| Daniel Golubovic | Points   | 791     | 720    | 722     | 740    | 798     | 831     | 760     | 790    | 728     | 686           | 7 566 | 19e  |

#### Femmes
| Athlète(s)                                              | Épreuve          | Premier tour (ou tour préliminaire) | Premier tour (ou tour préliminaire) | Repêchage (ou premier tour) | Repêchage (ou premier tour) | Demi-finale   | Demi-finale | Finale          | Finale                              |
| Athlète(s)                                              | Épreuve          | Temps                               | Rang                                | Temps                       | Rang                        | Temps         | Rang        | Temps           | Rang                                |
| ------------------------------------------------------- | ---------------- | ----------------------------------- | ----------------------------------- | --------------------------- | --------------------------- | ------------- | ----------- | --------------- | ----------------------------------- |
| Bree Masters                                            | 100 m            | 11 s 26                             | 3e                                  | Exemptée                    | Exemptée                    | 11 s 34       | 7e          | Éliminée        | Éliminée                            |
| Ella Connolly                                           | 100 m            | 11 s 29                             | 6e                                  | Éliminée                    | Éliminée                    | Éliminée      | Éliminée    | Éliminée        | Éliminée                            |
| Mia Gross                                               | 200 m            | 23 s 36                             | 6e                                  | 23 s 34                     | 4e                          | Éliminée      | Éliminée    | Éliminée        | Éliminée                            |
| Torrie Lewis                                            | 200 m            | 22 s 89                             | 4e                                  | 23 s 08                     | 1re                         | 22 s 92       | 7e          | Éliminée        | Éliminée                            |
| Ellie Beer                                              | 400 m            | 51 s 47                             | 5e                                  | 51 s 65                     | 4e                          | Éliminée      | Éliminée    | Éliminée        | Éliminée                            |
| Abbey Caldwell                                          | 800 m            | 1 min 58 s 49                       | 5e                                  | 2 min 0 s 07                | 1re                         | 1 min 58 s 52 | 5e          | Éliminée        | Éliminée                            |
| Catriona Bisset                                         | 800 m            | 2 min 1 s 60                        | 7e                                  | 2 min 2 s 35                | 3e                          | Éliminée      | Éliminée    | Éliminée        | Éliminée                            |
| Claudia Hollingsworth                                   | 800 m            | 1 min 58 s 77                       | 2e                                  | Exemptée                    | Exemptée                    | 2 min 1 s 51  | 7e          | Éliminée        | Éliminée                            |
| Georgia Griffith                                        | 1 500 m          | 3 min 59 s 22                       | 4e                                  | Exemptée                    | Exemptée                    | 4 min 2 s 69  | 9e          | Éliminée        | Éliminée                            |
| Jessica Hull                                            | 1 500 m          | 4 min 2 s 70                        | 2e                                  | Exemptée                    | Exemptée                    | 3 min 55 s 40 | 2e          | 3 min 52 s 56   | Médaille d'argent, Jeux olympiques  |
| Linden Hall                                             | 1 500 m          | 4 min 3 s 89                        | 8e                                  | 4 min 9 s 05                | 8e                          | Éliminée      | Éliminée    | Éliminée        | Éliminée                            |
| Isobel Batt-Doyle                                       | 5 000 m          | 15 min 3 s 64                       | 9e                                  | Non disputé                 | Non disputé                 | Non disputé   | Non disputé | Éliminée        | Éliminée                            |
| Lauren Ryan                                             | 5 000 m          | 15 min 29 s 35                      | 13e                                 | Non disputé                 | Non disputé                 | Non disputé   | Non disputé | Éliminée        | Éliminée                            |
| Rose Davies                                             | 5 000 m          | 15 min 0 s 86                       | 3e                                  | Non disputé                 | Non disputé                 | Non disputé   | Non disputé | 14 min 49 s 67  | 12e                                 |
| Lauren Ryan                                             | 10 000 m         | Non disputé                         | Non disputé                         | Non disputé                 | Non disputé                 | Non disputé   | Non disputé | 31 min 13 s 25  | 13e                                 |
| Jessica Stenson                                         | Marathon         | Non disputé                         | Non disputé                         | Non disputé                 | Non disputé                 | Non disputé   | Non disputé | 2 h 26 min 45 s | 13e                                 |
| Genevieve Gregson                                       | Marathon         | Non disputé                         | Non disputé                         | Non disputé                 | Non disputé                 | Non disputé   | Non disputé | 2 h 29 min 56 s | 24e                                 |
| Sinead Diver                                            | Marathon         | Non disputé                         | Non disputé                         | Non disputé                 | Non disputé                 | Non disputé   | Non disputé | NPT             | NPT                                 |
| Celeste Mucci                                           | 100 m haies      | 13 s 05                             | 7e                                  | 13 s 00                     | 5e                          | Éliminée      | Éliminée    | Éliminée        | Éliminée                            |
| Liz Clay                                                | 100 m haies      | 12 s 94                             | 4e                                  | 12 s 99                     | 5e                          | Éliminée      | Éliminée    | Éliminée        | Éliminée                            |
| Michelle Jenneke                                        | 100 m haies      | 20 s 85                             | 8e                                  | 13 s 86                     | 7e                          | Éliminée      | Éliminée    | Éliminée        | Éliminée                            |
| Sarah Carli                                             | 400 m haies      | 55 s 92                             | 6e                                  | 55 s 12                     | 4e                          | Éliminée      | Éliminée    | Éliminée        | Éliminée                            |
| Alanah Yukich                                           | 400 m haies      | 55 s 46                             | 7e                                  | 55 s 11                     | 2e                          | 55 s 49       | 7e          | Éliminée        | Éliminée                            |
| Amy Cashin                                              | 3 000 m steeple  | 9 min 32 s 93                       | 9e                                  | Non disputé                 | Non disputé                 | Non disputé   | Non disputé | Éliminée        | Éliminée                            |
| Cara Feain-Ryan                                         | 3 000 m steeple  | 9 min 28 s 72                       | 11e                                 | Non disputé                 | Non disputé                 | Non disputé   | Non disputé | Éliminée        | Éliminée                            |
| Bree Masters Ella Connolly Kristie Edwards Torrie Lewis | Relais 4 × 100 m | 42 s 75                             | 4e                                  | Non disputé                 | Non disputé                 | Non disputé   | Non disputé | Éliminées       | Éliminées                           |
| Jemima Montag                                           | 20 km marche     | Non disputé                         | Non disputé                         | Non disputé                 | Non disputé                 | Non disputé   | Non disputé | 1 h 26 min 25 s | Médaille de bronze, Jeux olympiques |
| Rebecca Henderson                                       | 20 km marche     | Non disputé                         | Non disputé                         | Non disputé                 | Non disputé                 | Non disputé   | Non disputé | 1 h 34 min 22 s | 31e                                 |
| Olivia Sandery                                          | 20 km marche     | Non disputé                         | Non disputé                         | Non disputé                 | Non disputé                 | Non disputé   | Non disputé | NPT             | NPT                                 |

| Athlète             | Épreuve           | Qualification | Qualification | Finale      | Finale                              |
| Athlète             | Épreuve           | Performance   | Rang          | Performance | Rang                                |
| ------------------- | ----------------- | ------------- | ------------- | ----------- | ----------------------------------- |
| Eleanor Patterson   | Saut en hauteur   | 1,95 m        | 2e            | 1,95 m      | Médaille de bronze, Jeux olympiques |
| Nicola Olyslagers   | Saut en hauteur   | 1,95 m        | 1re           | 2,00 m      | Médaille d'argent, Jeux olympiques  |
| Nina Kennedy        | Saut à la perche  | 4,55 m        | 1re           | 4,90 m      | Médaille d'or, Jeux olympiques      |
| Brooke Buschkuehl   | Saut en longueur  | 6,31 m        | 12e           | Éliminée    | Éliminée                            |
| Taryn Gollshewsky   | Lancer du disque  | 62,36 m       | 9e            | Éliminée    | Éliminée                            |
| Stephanie Ratcliffe | Lancer du marteau | 70,07 m       | 8e            | Éliminée    | Éliminée                            |
| Mackenzie Little    | Lancer du javelot | 62,82 m       | 2e            | 60,32 m     | 12e                                 |
| Kathryn Mitchell    | Lancer du javelot | 62,40 m       | 3e            | 62,63 m     | 7e                                  |
| Kelsey-Lee Barber   | Lancer du javelot | 57,73 m       | 14e           | Éliminée    | Éliminée                            |

| Athlètes            | Épreuve  | 100 m H | SH     | LP      | 200 m   | SL     | LJ      | 800 m         | Total | Rang |
| ------------------- | -------- | ------- | ------ | ------- | ------- | ------ | ------- | ------------- | ----- | ---- |
| Camryn Newton-Smith | Résultat | 13 s 46 | 1,80 m | 13,11 m | 24 s 76 | 5,78 m | 44,77 m | 2 min 24 s 63 | 5 982 | 19e  |
| Camryn Newton-Smith | Points   | 1056    | 978    | 735     | 909     | 783    | 759     | 762           | 5 982 | 19e  |
| Tori West           | Résultat | 13 s 62 | 1,71 m | 12,81 m | 24 s 73 | 5,41 m | 48,79 m | 2 min 20 s 97 | 5 848 | 20e  |
| Tori West           | Points   | 1033    | 867    | 715     | 912     | 674    | 837     | 810           | 5 848 | 20e  |

#### Mixte
| Athlètes                        | Épreuve      | Premier tour | Premier tour | Finale          | Finale                              |
| Athlètes                        | Épreuve      | Temps        | Rang         | Temps           | Rang                                |
| ------------------------------- | ------------ | ------------ | ------------ | --------------- | ----------------------------------- |
| Rhydian Cowley Jemima Montag    | 35 km marche | Non disputé  | Non disputé  | 2 h 51 min 38 s | Médaille de bronze, Jeux olympiques |
| Declan Tingay Rebecca Henderson | 35 km marche | Non disputé  | Non disputé  | 3 h 9 min 21 s  | 22e                                 |

### Aviron
| Athlète(s) | Compétition         | Série         | Série | Repêchage     | Repêchage | Quart de finale | Quart de finale | Demi-finale | Demi-finale | Finale                 | Finale   |
| Athlète(s) | Compétition         | Temps         | Rang  | Temps         | Rang      | Temps           | Rang            | Temps       | Rang        | Temps                  | Rang     |
| --- | ------------------- | ------------- | ----- | ------------- | --------- | --------------- | --------------- | ----------- | ----------- | ---------------------- | -------- |
| Patrick Holt Simon Keenan | Deux sans barreur   | 6 min 49 s 79 | 4e    | 6 min 53 s 40 | 4e        | Non disputé     | Non disputé     | Éliminés    | Éliminés    | Éliminés               | Éliminés |
| Alex Hill Fergus Hamilton Jack Robertson Timothy Masters                                                                      | Quatre sans barreur | 6 min 6 s 84  | 2e    | Exemptés      | Exemptés  | Non disputé     | Non disputé     | Non disputé | Non disputé | Finale A 6 min 0 s 35  | 6e       |
| Alex Purnell Angus Dawson Angus Widdicombe Ben Canham Jack Hargreaves Jack O'Brien Joshua Hicks Kendall Brodie Spencer Turrin | Huit                | 5 min 42 s 07 | 2e    | 5 min 31 s 50 | 4e        | Non disputé     | Non disputé     | Non disputé | Non disputé | Finale A 5 min 31 s 79 | 6e       |

| Athlète(s) | Compétition         | Série         | Série | Repêchage     | Repêchage | Quart de finale | Quart de finale | Demi-finale   | Demi-finale | Finale                 | Finale                              |
| Athlète(s) | Compétition         | Temps         | Rang  | Temps         | Rang      | Temps           | Rang            | Temps         | Rang        | Temps                  | Rang                                |
| --- | ------------------- | ------------- | ----- | ------------- | --------- | --------------- | --------------- | ------------- | ----------- | ---------------------- | ----------------------------------- |
| Tara Rigney | Skiff               | 7 min 30 s 71 | 1re   | Exemptée      | Exemptée  | 7 min 30 s 57   | 1re             | 7 min 23 s 58 | 2e          | Finale A 7 min 21 s 38 | 4e                                  |
| Amanda Bateman Harriet Hudson                                                                                        | Deux de couple      | 6 min 49 s 21 | 2e    | Exemptées     | Exemptées | Non disputé     | Non disputé     | 6 min 52 s 69 | 4e          | Finale B 6 min 47 s 66 | 7e                                  |
| Caitlin Cronin Laura Gourley Ria Thompson Rowena Meredith                                                            | Quatre de couple    | 6 min 25 s 88 | 5e    | 6 min 32 s 65 | 3e        | Non disputé     | Non disputé     | Non disputé   | Non disputé | Finale B 6 min 30 s 85 | 8e                                  |
| Annabelle McIntyre Jess Morrison                                                                                     | Deux sans barreur   | 7 min 16 s 58 | 1re   | Exemptées     | Exemptées | Non disputé     | Non disputé     | 7 min 14 s 14 | 1re         | Finale A 7 min 3 s 54  | Médaille de bronze, Jeux olympiques |
| Jean Mitchell Lily Alton Molly Goodman Olympia Aldersey                                                              | Quatre sans barreur | 6 min 59 s 86 | 4e    | 6 min 43 s 70 | 5e        | Non disputé     | Non disputé     | Non disputé   | Non disputé | Finale B 6 min 39 s 28 | 9e                                  |
| Bronwyn Cox Georgie Rowe Giorgia Patten Hayley Verbunt Jacqui Swick Katrina Werry Lucy Stephan Paige Barr Sarah Hawe | Huit                | 6 min 18 s 61 | 2e    | 6 min 6 s 09  | 3e        | Non disputé     | Non disputé     | Non disputé   | Non disputé | Finale A 6 min 0 s 73  | 4e                                  |

### Badminton
| Athlète                  | Compétition  | Phase de groupes                 | Phase de groupes                  | Phase de groupes                 | Phase de groupes       | Phase de groupes | 8e de finale           | Quarts de finale       | Demi-finale            | Finale / 3e place      | Finale / 3e place |
| Athlète                  | Compétition  | Adversaire(s) Résultat           | Adversaire(s) Résultat            | Adversaire(s) Résultat           | Adversaire(s) Résultat | Rang             | Adversaire(s) Résultat | Adversaire(s) Résultat | Adversaire(s) Résultat | Adversaire(s) Résultat | Rang              |
| ------------------------ | ------------ | -------------------------------- | --------------------------------- | -------------------------------- | ---------------------- | ---------------- | ---------------------- | ---------------------- | ---------------------- | ---------------------- | ----------------- |
| Tiffany Ho               | Simple dames | Zhang D 9-21, 4-21               | Nguyễn D 6-21, 3-21               | Non disputé                      | Non disputé            | 3e du gr. K      | Éliminée               | Éliminée               | Éliminée               | Éliminée               | 27e               |
| Setyana Mapasa Angela Yu | Double dames | Matsuyama / Shida D 18-21, 14-21 | Kim S-y / Kong H-y D 12-21, 17-21 | Crasto / Ponnappa V 21-15, 21-10 | Non disputé            | 3e du gr. C      | Éliminées              | Éliminées              | Éliminées              | Éliminées              | 9e                |

### Basket-ball
| Épreuve          | Phase de groupe     | Phase de groupe     | Phase de groupe     | Phase de groupe | Quart de finale     | Demi-finale         | Finale / MB         | Rang |
| Épreuve          | Adversaire Résultat | Adversaire Résultat | Adversaire Résultat | Rang            | Adversaire Résultat | Adversaire Résultat | Adversaire Résultat | Rang |
| ---------------- | ------------------- | ------------------- | ------------------- | --------------- | ------------------- | ------------------- | ------------------- | ---- |
| Tournoi masculin | Espagne V 92 - 80   | Canada D 83 - 93    | Grèce D 71 - 77     | 2e du gr. A     | Serbie D 90 - 95    | Éliminés            | Éliminés            | 8e   |

Équipe masculine de basket-ball :
- 1 - Dyson Daniels : PG
- 3 - Josh Giddey : G
- 5 - Patty Mills  : G
- 6 - Josh Green : G/F
- 7 - Joe Ingles : SF
- 8 - Matthew Dellavedova : G
- 11 - Dante Exum : G
- 13 - Jock Landale : C
- 15 - Nick Kay : PF
- 17 - Jack McVeigh : SF
- 22 - Will Magnay : C
- 26 - Duop Reath : C

| Épreuve         | Phase de groupe     | Phase de groupe     | Phase de groupe     | Phase de groupe | Quart de finale     | Demi-finale          | Finale / MB         | Rang                                |
| Épreuve         | Adversaire Résultat | Adversaire Résultat | Adversaire Résultat | Rang            | Adversaire Résultat | Adversaire Résultat  | Adversaire Résultat | Rang                                |
| --------------- | ------------------- | ------------------- | ------------------- | --------------- | ------------------- | -------------------- | ------------------- | ----------------------------------- |
| Tournoi féminin | Nigeria D 62 - 75   | Canada V 70 - 65    | France V 79 - 72    | 2e du groupe B  | Serbie V 85 - 67    | États-Unis D 64 - 85 | Belgique V 85 - 81  | Médaille de bronze, Jeux olympiques |

Équipe féminine de basket-ball :
- 2 - Jade Melbourne : G
- 3 - Kristy Wallace : PG
- 6 - Stephanie Talbot : SF
- 7 - Tess Madgen  : G
- 11 - Alanna Smith : F
- 13 - Ezi Magbegor : F
- 14 - Marianna Tolo : C
- 15 - Cayla George : F
- 17 - Amy Atwell : SF
- 20 - Isobel Borlase : G
- 25 - Lauren Jackson : C
- 32 - Sami Whitcomb : G

| Athlètes                                                         | Épreuve         | Tour préliminaire   | Tour préliminaire   | Tour préliminaire   | Tour préliminaire    | Tour préliminaire     | Tour préliminaire   | Tour préliminaire   | Tour préliminaire | Quart de finale     | Demi-finale         | Finale / MB         | Rang |
| Athlètes                                                         | Épreuve         | Adversaire Résultat | Adversaire Résultat | Adversaire Résultat | Adversaire Résultat  | Adversaire Résultat   | Adversaire Résultat | Adversaire Résultat | Rang              | Adversaire Résultat | Adversaire Résultat | Adversaire Résultat | Rang |
| ---------------------------------------------------------------- | --------------- | ------------------- | ------------------- | ------------------- | -------------------- | --------------------- | ------------------- | ------------------- | ----------------- | ------------------- | ------------------- | ------------------- | ---- |
| - Alex Wilson - Anneli Maley - Lauren Mansfield - Marena Whittle | Tournoi féminin | Canada D 14 - 22    | Allemagne V 21 - 19 | Chine V 21 - 15     | États-Unis V 17 - 15 | Azerbaïdjan V 21 - 12 | Espagne D 17 - 21   | France D 16 - 18    | 5e                | Canada D 10 - 21    | Éliminées           | Éliminées           | 5e   |

### Boxe
| Athlète             | Catégorie                   | 16e de finale       | 8e de finale                  | Quart de finale     | Demi-finale         | Finale              | Rang                                |
| Athlète             | Catégorie                   | Adversaire Résultat | Adversaire Résultat           | Adversaire Résultat | Adversaire Résultat | Adversaire Résultat | Rang                                |
| ------------------- | --------------------------- | ------------------- | ----------------------------- | ------------------- | ------------------- | ------------------- | ----------------------------------- |
| Yusuf Chothia       | Poids mouches (-51 kg)      | Non disputé         | Lozano Serrano D 1 - 4        | Éliminé             | Éliminé             | Éliminé             | 9e                                  |
| Charlie Senior      | Poids plumes (-57 kg)       | Non disputé         | Usturoi V 4 - 1               | Paalam V 3 - 2      | Khalokov D 0 - 5    | Éliminé             | Médaille de bronze, Jeux olympiques |
| Harry Garside       | Poids légers (-63,5 kg)     | Non disputé         | Kovacs D 0 - 5                | Éliminé             | Éliminé             | Éliminé             | 9e                                  |
| Davey Shannan       | Poids welters (-71 kg)      | Non disputé         | Kiwan D 0 - 5                 | Éliminé             | Éliminé             | Éliminé             | 9e                                  |
| Callum Peters       | Poids mi-lourds (-80 kg)    | Non disputé         | Oralbay D 2 - 3               | Éliminé             | Éliminé             | Éliminé             | 9e                                  |
| Teremoana Teremoana | Poids super-lourds (+92 kg) | Non disputé         | Lovchynskyi V KO au 1er round | Jalolov D 0 - 5     | Éliminé             | Éliminé             | 5e                                  |

| Athlète            | Catégorie              | 16e de finale       | 8e de finale              | Quart de finale     | Demi-finale         | Finale              | Rang                                |
| Athlète            | Catégorie              | Adversaire Résultat | Adversaire Résultat       | Adversaire Résultat | Adversaire Résultat | Adversaire Résultat | Rang                                |
| ------------------ | ---------------------- | ------------------- | ------------------------- | ------------------- | ------------------- | ------------------- | ----------------------------------- |
| Monique Suraci     | Poids mouches (-50 kg) | Non disputé         | Valencia Victoria D 0 - 5 | Éliminée            | Éliminée            | Éliminée            | 9e                                  |
| Tiana Echegaray    | Poids coqs (-54 kg)    | Non disputé         | Akbaş D 0 - 5             | Éliminée            | Éliminée            | Éliminée            | 9e                                  |
| Tina Rahimi        | Poids plumes (-57 kg)  | Non disputé         | Szermeta D 0 - 5          | Éliminée            | Éliminée            | Éliminée            | 9e                                  |
| Tyla McDonald      | Poids légers (-60 kg)  | Non disputé         | Palacios Espinoza D 0 - 5 | Éliminée            | Éliminée            | Éliminée            | 9e                                  |
| Marissa Williamson | Poids welters (-66 kg) | Non disputé         | Hamori D 0 - 5            | Éliminée            | Éliminée            | Éliminée            | 9e                                  |
| Caitlin Parker     | Poids moyens (-75 kg)  | Non disputé         | Ortiz V 5 - 0             | Mardi V 4 - 1       | Qian D 0 - 5        | Éliminée            | Médaille de bronze, Jeux olympiques |

### Breakdance
| Athlète    | Surnom   | Catégorie | Phase préliminaire          | Phase préliminaire          | Phase préliminaire           | Quart de finale             | Demi-finale                 | Finale                      | Rang |
| Athlète    | Surnom   | Catégorie | Tour 1                      | Tour 2                      | Tour 3                       | Adversaire Résultat (Votes) | Adversaire Résultat (Votes) | Adversaire Résultat (Votes) | Rang |
| Athlète    | Surnom   | Catégorie | Adversaire Résultat (Votes) | Adversaire Résultat (Votes) | Adversaire Résultat (Votes)  | Adversaire Résultat (Votes) | Adversaire Résultat (Votes) | Adversaire Résultat (Votes) | Rang |
| ---------- | -------- | --------- | --------------------------- | --------------------------- | ---------------------------- | --------------------------- | --------------------------- | --------------------------- | ---- |
| Jeff Dunne | J Attack | Bboys     | Kuzya Défaite 01 - 217      | Dany Dann Défaite 00 - 218  | Phil Wizard Défaite 01 - 217 | Éliminé                     | Éliminé                     | Éliminé                     | 16e  |

| Athlète      | Surnom | Catégorie | Phase préliminaire          | Phase préliminaire          | Phase préliminaire          | Quart de finale             | Demi-finale                 | Finale                      | Rang |
| Athlète      | Surnom | Catégorie | Tour 1                      | Tour 2                      | Tour 3                      | Adversaire Résultat (Votes) | Adversaire Résultat (Votes) | Adversaire Résultat (Votes) | Rang |
| Athlète      | Surnom | Catégorie | Adversaire Résultat (Votes) | Adversaire Résultat (Votes) | Adversaire Résultat (Votes) | Adversaire Résultat (Votes) | Adversaire Résultat (Votes) | Adversaire Résultat (Votes) | Rang |
| ------------ | ------ | --------- | --------------------------- | --------------------------- | --------------------------- | --------------------------- | --------------------------- | --------------------------- | ---- |
| Rachael Gunn | Raygun | Bgirls    | Logistx Défaite 00 - 218    | Syssy Défaite 00 - 218      | Nicka Défaite 00 - 218      | Éliminée                    | Éliminée                    | Éliminée                    | 16e  |

### Canoë-kayak

#### Course en ligne
| Athlète                                                                 | Compétition | Séries        | Séries | Quarts de finale | Quarts de finale | Demi-finale   | Demi-finale | Finales A, B, C        | Finales A, B, C                     |
| Athlète                                                                 | Compétition | Temps         | Rang   | Temps            | Rang             | Temps         | Rang        | Temps                  | Rang                                |
| ----------------------------------------------------------------------- | ----------- | ------------- | ------ | ---------------- | ---------------- | ------------- | ----------- | ---------------------- | ----------------------------------- |
| Tom Green                                                               | K1 1 000 m  | 3 min 35 s 99 | 1er    | Exempté          | Exempté          | 3 min 33 s 52 | 7e          | Finale B 3 min 32 s 72 | 9e                                  |
| Jean van der Westhuyzen Tom Green                                       | K2 500 m    | 1 min 28 s 59 | 1er    | Exemptés         | Exemptés         | 1 min 26 s 85 | 1er         | Finale A 1 min 27 s 29 | Médaille de bronze, Jeux olympiques |
| Jackson Collins Noah Havard Pierre van der Westhuyzen Riley Fitzsimmons | K4 500 m    | 1 min 22 s 28 | 3e     | 1 min 19 s 39    | 1er              | 1 min 19 s 22 | 1er         | Finale A 1 min 19 s 84 | Médaille d'argent, Jeux olympiques  |

| Athlète                                               | Compétition | Séries        | Séries | Quarts de finale | Quarts de finale | Demi-finale   | Demi-finale | Finales A, B, C        | Finales A, B, C |
| Athlète                                               | Compétition | Temps         | Rang   | Temps            | Rang             | Temps         | Rang        | Temps                  | Rang            |
| ----------------------------------------------------- | ----------- | ------------- | ------ | ---------------- | ---------------- | ------------- | ----------- | ---------------------- | --------------- |
| Alyce Wood                                            | K1 500 m    | 1 min 51 s 39 | 2e     | Exemptée         | Exemptée         | 1 min 51 s 99 | 3e          | Finale B 1 min 55 s 04 | 8e              |
| Aly Bull Ella Beere                                   | K2 500 m    | 1 min 46 s 21 | 4e     | 1 min 41 s 89    | 2e               | 1 min 40 s 26 | 4e          | Finale A 1 min 40 s 94 | 7e              |
| Alexandra Clarke Aly Bull Ella Beere Yale Steinepreis | K4 500 m    | 1 min 34 s 60 | 4e     | Non disputé      | Non disputé      | 1 min 34 s 25 | 1re         | Finale A 1 min 35 s 96 | 8e              |

#### Slalom
| Athlète          | Compétition | Éliminatoires | Éliminatoires | Éliminatoires | Éliminatoires | Éliminatoires  | Éliminatoires | Demi-finale | Demi-finale | Finale   | Finale                         |
| Athlète          | Compétition | Manche 1      | Manche 1      | Manche 2      | Manche 2      | Meilleur temps | Rang          | Demi-finale | Demi-finale | Finale   | Finale                         |
| Athlète          | Compétition | Temps         | Rang          | Temps         | Rang          | Meilleur temps | Rang          | Temps       | Rang        | Temps    | Rang                           |
| ---------------- | ----------- | ------------- | ------------- | ------------- | ------------- | -------------- | ------------- | ----------- | ----------- | -------- | ------------------------------ |
| Tristan Carter   | C1 hommes   | 94 s 19       | 8e            | 103 s 87      | 14e           | 94 s 19        | 9e            | 99 s 45     | 8e          | 100 s 73 | 9e                             |
| Timothy Anderson | K1 hommes   | 88 s 37       | 11e           | 85 s 78       | 5e            | 85 s 78        | 5e            | 94 s 95     | 10e         | 90 s 90  | 7e                             |
| Jessica Fox      | C1 femmes   | 100 s 05      | 2e            | 103 s 10      | 1re           | 100 s 05       | 2e            | 106 s 08    | 2e          | 101 s 06 | Médaille d'or, Jeux olympiques |
| Jessica Fox      | K1 femmes   | 95 s 20       | 2e            | 92 s 18       | 1re           | 92 s 18        | 1re           | 104 s 38    | 8e          | 96 s 08  | Médaille d'or, Jeux olympiques |

| Athlète          | Compétition | Contre-la-montre | Contre-la-montre | 1er tour    | Repêchage   | Séries      | Quarts de finale | Demi- finale | Finale                         |
| Athlète          | Compétition | Temps            | Rang             | Rang        | Rang        | Rang        | Rang             | Rang         | Rang                           |
| ---------------- | ----------- | ---------------- | ---------------- | ----------- | ----------- | ----------- | ---------------- | ------------ | ------------------------------ |
| Timothy Anderson | KX1 hommes  | 71 s 41          | 20e              | Série 9 1er | Exempté     | Série 6 1er | Série 3 3e       | Éliminé      | Éliminé                        |
| Tristan Carter   | KX1 hommes  | 72 s 94          | 22e              | Série 4 4e  | Série 5 1er | Série 7 2e  | Série 4 4e       | Éliminé      | Éliminé                        |
| Jessica Fox      | KX1 femmes  | 70 s 84          | 2e               | Série 2 2e  | Exemptée    | Série 3 4e  | Éliminée         | Éliminée     | Éliminée                       |
| Noemie Fox       | KX1 femmes  | 73 s 09          | 8e               | Série 81re  | Exemptée    | Série 4 1re | 1re              | 1re          | Médaille d'or, Jeux olympiques |

### Cyclisme

#### BMX
| Athlète       | Compétition | Tour de classement | Tour de classement | Tour de classement | Tour de classement | Finale   | Finale   | Finale    | Finale                              |
| Athlète       | Compétition | Manche 1           | Manche 2           | Moyenne            | Rang               | Manche 1 | Manche 2 | Meilleure | Rang                                |
| ------------- | ----------- | ------------------ | ------------------ | ------------------ | ------------------ | -------- | -------- | --------- | ----------------------------------- |
| Logan Martin  | Hommes      | 88,56              | 90,22              | 89,39              | 3e                 | 64,40    | 33,40    | 64,40     | 9e                                  |
| Natalya Diehm | Femmes      | 81,66              | 86,12              | 83,89              | 8e                 | 88,80    | 87,70    | 88,80     | Médaille de bronze, Jeux olympiques |

| Athlète         | Compétition | Quarts de finale | Quarts de finale | Quarts de finale | Quarts de finale | Quarts de finale | Repêchage | Repêchage | Demi-finale | Demi-finale | Demi-finale | Demi-finale | Demi-finale | Finale   | Finale                         |
| Athlète         | Compétition | Manche 1         | Manche 2         | Manche 3         | Résultat         | Rang             | Temps     | Rang      | Manche 1    | Manche 2    | Manche 3    | Résultat    | Rang        | Temps    | Rang                           |
| --------------- | ----------- | ---------------- | ---------------- | ---------------- | ---------------- | ---------------- | --------- | --------- | ----------- | ----------- | ----------- | ----------- | ----------- | -------- | ------------------------------ |
| Izaac Kennedy   | Hommes      | Série 1 5e       | Série 2 1re      | Série 3 9e       | 15               | 6e               | Exempté   | Exempté   | 2e          | 4e          | 5e          | 11          | 4e          | NPT      | NPT                            |
| Saya Sakakibara | Femmes      | Série 1 1re      | Série 1 1re      | Série 1 1re      | 3                | 1re              | Exemptée  | Exemptée  | 1re         | 1re         | 1re         | 3           | 1re         | 24 s 231 | Médaille d'or, Jeux olympiques |
| Lauren Reynolds | Femmes      | Série 1 7e       | Série 1 7e       | Série 1 6e       | 10               | 9e               | Exemptée  | Exemptée  | 3e          | 4e          | 8e          | 15          | 4e          | Éliminée | Éliminée                       |

#### Piste
| Athlète                                           | Compétition                 | Qualification        | Qualification | 32e de finale                        | Repêchage 1                     | 16e de finale                    | Repêchage 2                       | 8e de finale                       | Repêchage 3                             | Quarts de finale                | Demi-finale                        | Finale Match de classement        | Finale Match de classement          |
| Athlète                                           | Compétition                 | Temps Vitesse (km/h) | Rang          | Adversaire Temps Vitesse (km/h)      | Adversaire Temps Vitesse (km/h) | Adversaire Temps Vitesse (km/h)  | Adversaire Temps Vitesse (km/h)   | Adversaire Temps Vitesse (km/h)    | Adversaire Temps Vitesse (km/h)         | Adversaire Temps Vitesse (km/h) | Adversaire Temps Vitesse (km/h)    | Adversaire Temps Vitesse (km/h)   | Rang                                |
| ------------------------------------------------- | --------------------------- | -------------------- | ------------- | ------------------------------------ | ------------------------------- | -------------------------------- | --------------------------------- | ---------------------------------- | --------------------------------------- | ------------------------------- | ---------------------------------- | --------------------------------- | ----------------------------------- |
| Matthew Richardson                                | Vitesse individuelle hommes | 9 s 091 (79,199)     | 2e            | Tjon En Fa Victoire 9 s 953 (74,496) | Exempté                         | Lendel Victoire 9 s 477 (75,973) | Exempté                           | Rudyk Victoire 9 s 756 (73,801)    | Exempté                                 | Obara Victoire 9 s 796 (73,499) | Hoogland Victoire 9 s 640 (74,689) | Lavreysen Défaite 9 s 602 9 s 539 | Médaille d'argent, Jeux olympiques  |
| Leigh Hoffman                                     | Vitesse individuelle hommes | 9 s 242 (77,905)     | 4e            | Wammes Victoire 9 s 652 (74,596)     | Exempté                         | Obara Victoire 9 s 819 (73,327)  | Exempté                           | Ota Défaite 9 s 904 (73,665)       | Obara Paul Défaite 10 s 233 (71,692)    | Éliminé                         | Éliminé                            | Éliminé                           | 10e                                 |
| Leigh Hoffman Matthew Richardson Matthew Glaetzer | Vitesse par équipes hommes  | 42 s 072 (65,409)    | 3e            | Chine 42 s 336 (63,766)              | Non disputé                     | Non disputé                      | Non disputé                       | Non disputé                        | Non disputé                             | Non disputé                     | Non disputé                        | France 41 s 597 (65,936)          | Médaille de bronze, Jeux olympiques |
| Kristina Clonan                                   | Vitesse individuelle femmes | 10 s 310 (69,835)    | 11e           | Peet Victoire 10 s 980 (65,574)      | Exemptée                        | Hinze Défaite 10 s 953 (66,140)  | Kouame Victoire 10 s 804 (66,642) | Finucane Défaite 11 s 207 (68,253) | Mitchell Sato Défaite 10 s 908 (67,841) | Éliminée                        | Éliminée                           | Éliminée                          | 12e                                 |
| Chloe Moran                                       | Vitesse individuelle femmes | 11 s 112 (64,795)    | 27e           | Éliminée                             | Éliminée                        | Éliminée                         | Éliminée                          | Éliminée                           | Éliminée                                | Éliminée                        | Éliminée                           | Éliminée                          | Éliminée                            |

| Athlète                                                 | Compétition | Qualification  | Qualification | Premier tour                   | Premier tour | Finale / Classement                     | Finale / Classement            |
| Athlète                                                 | Compétition | Temps          | Rang          | Adversaire Résultat            | Rang         | Adversaire Résultat                     | Rang                           |
| ------------------------------------------------------- | ----------- | -------------- | ------------- | ------------------------------ | ------------ | --------------------------------------- | ------------------------------ |
| Oliver Bleddyn Sam Welsford Conor Leahy Kelland O'Brien | Hommes      | 3 min 42 s 958 | 1er           | Italie Victoire 3 min 40 s 730 | 1er          | Grande-Bretagne Victoire 3 min 42 s 067 | Médaille d'or, Jeux olympiques |
| Georgia Baker Sophie Edwards Chloe Moran Maeve Plouffe  | Femmes      | 4 min 8 s 612  | 6e            | France Défaite 4 min 9 s 975   | 2e           | Canada Victoire 4 min 11 s 548          | 7e                             |

| Athlète            | Compétition | 1er tour    | Repêchage   | Quarts de finale | Demi-finale | Finale (1-6) ou classement (7-12)   |
| Athlète            | Compétition | Rang        | Rang        | Rang             | Rang        | Rang                                |
| ------------------ | ----------- | ----------- | ----------- | ---------------- | ----------- | ----------------------------------- |
| Matthew Glaetzer   | Hommes      | Série 1 1er | Exempté     | Série 1 2e       | Série 1 2e  | Médaille de bronze, Jeux olympiques |
| Matthew Richardson | Hommes      | Série 3 1er | Exempté     | Série 3 1re      | Série 2 1er | Médaille d'argent, Jeux olympiques  |
| Kristina Clonan    | Femmes      | Série 3 4e  | Série 2 1re | Série 1 6e       | Éliminée    | Éliminée                            |
| Chloe Moran        | Femmes      | Série 4 6e  | Série 3 4e  | Éliminée         | Éliminée    | Éliminée                            |

| Athlète       | Compétition | Scratch | Scratch | Course tempo | Course tempo | Élimination | Élimination | Course aux points | Course aux points | Total | Rang |
| Athlète       | Compétition | Points  | Rang    | Points       | Rang         | Points      | Rang        | Points            | Rang              | Total | Rang |
| ------------- | ----------- | ------- | ------- | ------------ | ------------ | ----------- | ----------- | ----------------- | ----------------- | ----- | ---- |
| Sam Welsford  | Hommes      | 14      | 14e     | 6            | 18e          | 32          | 5e          | 0                 | 16e               | 52    | 14e  |
| Georgia Baker | Femmes      | 36      | 3e      | 34           | 4e           | 38          | 2e          | 0                 | 13e               | 108   | 5e   |

| Athlètes                      | Épreuve | Points | Rang |
| ----------------------------- | ------- | ------ | ---- |
| Sam Welsford Kelland O'Brien  | Hommes  | -49    | 12e  |
| Georgia Baker Alexandra Manly | Femmes  | 6      | 9e   |

#### Route
| Athlète          | Compétition      | Temps           | Rang |
| ---------------- | ---------------- | --------------- | ---- |
| Michael Matthews | Course en ligne  | 6 h 21 min 47 s | 15e  |
| Simon Clarke     | Course en ligne  | 6 h 23 min 16 s | 32e  |
| Ben O'Connor     | Course en ligne  | 6 h 26 min 57 s | 51e  |
| Lucas Plapp      | Contre-la-montre | NPT             | NPT  |

| Athlète             | Compétition      | Temps          | Rang                           |
| ------------------- | ---------------- | -------------- | ------------------------------ |
| Lauretta Hanson     | Course en ligne  | 4 h 4 min 23 s | 22e                            |
| Grace Brown         | Course en ligne  | 4 h 4 min 23 s | 23e                            |
| Ruby Roseman-Gannon | Course en ligne  | 4 h 7 min 12 s | 39e                            |
| Grace Brown         | Contre-la-montre | 39 min 38 s 24 | Médaille d'or, Jeux olympiques |

#### VTT
| Athlète           | Compétition | Temps           | Rang |
| ----------------- | ----------- | --------------- | ---- |
| Rebecca Henderson | Femmes      | 1 h 32 min 44 s | 13e  |

### Équitation
| Athlète                                   | Cheval                           | Compétition | Grand Prix | Grand Prix | Grand Prix Spécial | Grand Prix Spécial | Grand Prix Freestyle | Grand Prix Freestyle | Total    | Total    |
| Athlète                                   | Cheval                           | Compétition | Points     | Rang       | Points             | Rang               | Points               | Rang                 | Points   | Rang     |
| ----------------------------------------- | -------------------------------- | ----------- | ---------- | ---------- | ------------------ | ------------------ | -------------------- | -------------------- | -------- | -------- |
| Simone Pearce                             | Destano                          | Individuel  | 70,171     | 32e        | Non disputé        | Non disputé        | Éliminée             | Éliminée             | Éliminée | Éliminée |
| William Matthew                           | Mysterious Star                  | Individuel  | 69,953     | 35e        | Non disputé        | Non disputé        | Éliminé              | Éliminé              | Éliminé  | Éliminé  |
| Jayden Brown                              | Quincy B                         | Individuel  | 68,991     | 39e        | Non disputé        | Non disputé        | Éliminé              | Éliminé              | Éliminé  | Éliminé  |
| Jayden Brown William Matthew Simon Pearce | Quincy B Mysterious Star Destano | Équipe      | 209,115    | 10e        | 207,203            | 10e                | Non disputé          | Non disputé          | 416,318  | 10e      |

| Athlète                                         | Cheval                                        | Compétition | Qualification | Qualification | Qualification | Qualification | Qualification | Finale    | Finale    | Finale    | Finale    | Finale    |
| Athlète                                         | Cheval                                        | Compétition | Pénalités     | Pénalités     | Pénalités     | Temps         | Rang          | Pénalités | Pénalités | Pénalités | Temps     | Rang      |
| Athlète                                         | Cheval                                        | Compétition | Saut          | Temps         | Total         | Temps         | Rang          | Saut      | Temps     | Total     | Temps     | Rang      |
| ----------------------------------------------- | --------------------------------------------- | ----------- | ------------- | ------------- | ------------- | ------------- | ------------- | --------- | --------- | --------- | --------- | --------- |
| Hilary Scott                                    | Milky Way                                     | Individuel  | 8,00          | 0,00          | 8,00          | 74,71         | 42e           | Éliminée  | Éliminée  | Éliminée  | Éliminée  | Éliminée  |
| Edwina Tops-Alexander                           | Fellow Castlefield                            | Individuel  | 8,00          | 0,00          | 8,00          | 76,26         | 42e           | Éliminée  | Éliminée  | Éliminée  | Éliminée  | Éliminée  |
| Thaisa Erwin                                    | Hialita B                                     | Individuel  | 8,00          | 0,00          | 8,00          | 78,12         | 42e           | Éliminée  | Éliminée  | Éliminée  | Éliminée  | Éliminée  |
| Hilary Scott Thaisa Erwin Edwina Tops-Alexander | Milky Way Utopie Rossignol Fellow Castlefield | Équipe      | 16 4          | 0             | 36            | 229,86        | 15e           | Éliminées | Éliminées | Éliminées | Éliminées | Éliminées |

| Athlète                             | Cheval                       | Compétition | Dressage  | Dressage | Cross-country | Cross-country | Cross-country | Saut d'obstacles | Saut d'obstacles | Saut d'obstacles | Saut d'obstacles | Saut d'obstacles | Saut d'obstacles | Total     | Total                              |
| Athlète                             | Cheval                       | Compétition | Dressage  | Dressage | Cross-country | Cross-country | Cross-country | Qualification    | Qualification    | Qualification    | Finale           | Finale           | Finale           | Total     | Total                              |
| Athlète                             | Cheval                       | Compétition | Pénalités | Rang     | Pénalités     | Total         | Rang          | Pénalités        | Total            | Rang             | Pénalités        | Total            | Rang             | Pénalités | Rang                               |
| ----------------------------------- | ---------------------------- | ----------- | --------- | -------- | ------------- | ------------- | ------------- | ---------------- | ---------------- | ---------------- | ---------------- | ---------------- | ---------------- | --------- | ---------------------------------- |
| Christopher Burton                  | Shadow Man                   | Individuel  | 22        | 3e       | 0,0           | 22,0          | 3e            | 0,4              | 22,4             | 2e               | 0,0              | 22,4             | 2e               | 22,4      | Médaille d'argent, Jeux olympiques |
| Shane Rose                          | Virgil                       | Individuel  | 34,6      | 38e      | 2,8           | 37,4          | 23e           | 4,4              | 41,8             | 21e              | 0,0              | 41,8             | 21e              | 41,8      | 21e                                |
| Kevin McNab                         | Don Quidam                   | Individuel  | 34,9      | 41e      | NPT           | NPT           | NPT           | NPT              | NPT              | NPT              | NPT              | NPT              | NPT              | NPT       | NPT                                |
| Shane Rose Chris Burton Kevin McNab | Virgil Shadow Man Don Quidam | Équipe      | 91,5      | 8e       | 202,8         | 294,3         | 15e           | 14               | 328,3            | 15e              | Non disputé      | Non disputé      | Non disputé      | 328,3     | 15e                                |

### Escalade
| Athlète           | Compétition | Demi-finale | Demi-finale | Demi-finale | Demi-finale | Demi-finale | Demi-finale             | Demi-finale     | Demi-finale | Finale   | Finale   | Finale   | Finale   | Finale  | Finale                  | Finale          | Finale  |
| Athlète           | Compétition | Bloc        | Bloc        | Bloc        | Bloc        | Bloc        | Points de la difficulté | Total de points | Rang        | Bloc     | Bloc     | Bloc     | Bloc     | Bloc    | Points de la difficulté | Total de points | Rang    |
| Athlète           | Compétition | Passages    | Passages    | Passages    | Passages    | Points      | Points de la difficulté | Total de points | Rang        | Passages | Passages | Passages | Passages | Points  | Points de la difficulté | Total de points | Rang    |
| Athlète           | Compétition | 1er         | 2e          | 3e          | 4e          | Points      | Points de la difficulté | Total de points | Rang        | 1er      | 2e       | 3e       | 4e       | Points  | Points de la difficulté | Total de points | Rang    |
| ----------------- | ----------- | ----------- | ----------- | ----------- | ----------- | ----------- | ----------------------- | --------------- | ----------- | -------- | -------- | -------- | -------- | ------- | ----------------------- | --------------- | ------- |
| Campbell Harrison | Hommes      | 0,0         | 4,4         | 0,0         | 5,0         | 9,4         | 14,0                    | 23,4            | 19e         | Éliminé  | Éliminé  | Éliminé  | Éliminé  | Éliminé | Éliminé                 | Éliminé         | Éliminé |
| Oceana Mackenzie  | Femmes      | 25,0        | 24,9        | 24,8        | 4,9         | 79,6        | 45,1                    | 124,7           | 6e          | 25,0     | 24,8     | 4,9      | 5,0      | 59,7    | 45,1                    | 104,8           | 7e      |

### Football
| Épreuve         | Phase éliminatoire      | Phase éliminatoire    | Phase éliminatoire       | Phase éliminatoire | Quart de finale     | Demi-finale         | Finale / MB         | Rang |
| Épreuve         | Adversaire Résultat     | Adversaire Résultat   | Adversaire Résultat      | Rang               | Adversaire Résultat | Adversaire Résultat | Adversaire Résultat | Rang |
| --------------- | ----------------------- | --------------------- | ------------------------ | ------------------ | ------------------- | ------------------- | ------------------- | ---- |
| Tournoi féminin | Allemagne Défaite 0 - 3 | Zambie Victoire 6 - 5 | États-Unis Défaite 1 - 2 | 3e du gr. B        | Éliminées           | Éliminées           | Éliminées           | 9e   |

Équipe féminine de football :
- 1 - Mackenzie Arnold : Gardienne
- 2 - Michelle Heyman : Attaquante
- 3 - Kaitlyn Torpey : Défenseur
- 4 - Clare Polkinghorne : Défenseur
- 5 - Cortnee Vine : Attaquante
- 6 - Katrina Gorry : Milieu de terrain
- 7 - Steph Catley  : Défenseur
- 8 - Kyra Cooney-Cross : Milieu de terrain
- 9 - Caitlin Foord : Attaquante
- 10 - Emily van Egmond : Milieu de terrain
- 11 - Mary Fowler : Milieu de terrain
- 12 - Ellie Carpenter : Défenseur
- 13 - Tameka Yallop : Milieu de terrain
- 14 - Alanna Kennedy : Défenseur
- 15 - Clare Hunt : Défenseur
- 16 - Hayley Raso : Attaquante
- 17 - Clare Wheeler : Milieu de terrain
- 18 - Teagan Micah : Gardienne
- 19 - Sharn Freier : Attaquante

### Golf
| Athlète      | Compétition | Jour 1  | Jour 1 | Jour 2  | Jour 2   | Jour 2 | Jour 3  | Jour 3   | Jour 3 | Jour 4  | Jour 4    | Jour 4 |
| Athlète      | Compétition | Points  | Rang   | Points  | Total    | Rang   | Points  | Total    | Rang   | Points  | Total     | Rang   |
| ------------ | ----------- | ------- | ------ | ------- | -------- | ------ | ------- | -------- | ------ | ------- | --------- | ------ |
| Jason Day    | Hommes      | 69 (-2) | 21e    | 68 (-3) | 137 (-5) | 11e    | 67 (-4) | 204 (-9) | 10e    | 68 (-3) | 272 (-12) | 9e     |
| Min Woo Lee  | Hommes      | 76 (+5) | 59e    | 65 (-6) | 141 (-1) | 5e     | 68 (-3) | 209 (-4) | 13e    | 68 (-3) | 277 (-7)  | 22e    |
| Minjee Lee   | Femmes      | 71 (-1) | 7e     | 74 (+2) | 145 (+1) | 39e    | 71 (-1) | 216 (E)  | 15e    | 71 (-1) | 287 (-1)  | 22e    |
| Hannah Green | Femmes      | 77 (+5) | 46e    | 70 (-2) | 147 (+3) | 9e     | 66 (-6) | 213 (-3) | 1re    | 69 (-3) | 282 (-6)  | 4e     |

### Gymnastique

#### Gymnastique artistique
| Athlète     | Compétition      | Qualifications | Qualifications | Qualifications | Qualifications | Qualifications    | Qualifications | Qualifications | Qualifications | Finale | Finale         | Finale  | Finale | Finale            | Finale     | Finale | Finale |
| Athlète     | Compétition      | Agrès          | Agrès          | Agrès          | Agrès          | Agrès             | Agrès          | Total          | Rang           | Agrès  | Agrès          | Agrès   | Agrès  | Agrès             | Agrès      | Total  | Rang   |
| Athlète     | Compétition      | Sol            | Cheval d'arçon | Anneaux        | Saut           | Barres parallèles | Barre fixe     | Total          | Rang           | Sol    | Cheval d'arçon | Anneaux | Saut   | Barres parallèles | Barre fixe | Total  | Rang   |
| ----------- | ---------------- | -------------- | -------------- | -------------- | -------------- | ----------------- | -------------- | -------------- | -------------- | ------ | -------------- | ------- | ------ | ----------------- | ---------- | ------ | ------ |
| Jesse Moore | Concours général | 13,966         | 13,700         | 13,033         | 14,233         | 14,200            | 13,566         | 82,698         | 15e            | 12,533 | 14,466         | 12,866  | 14,333 | 13,866            | 12,366     | 80,430 | 21e    |

| Athlète         | Qualifications | Qualifications      | Qualifications | Qualifications | Qualifications | Qualifications | Finale    | Finale              | Finale    | Finale    | Finale    | Finale    |
| Athlète         | Agrès          | Agrès               | Agrès          | Agrès          | Total          | Rang           | Agrès     | Agrès               | Agrès     | Agrès     | Total     | Rang      |
| Athlète         | Saut           | Barres asymétriques | Poutre         | Sol            | Total          | Rang           | Saut      | Barres asymétriques | Poutre    | Sol       | Total     | Rang      |
| --------------- | -------------- | ------------------- | -------------- | -------------- | -------------- | -------------- | --------- | ------------------- | --------- | --------- | --------- | --------- |
| Kate McDonald   | -              | 13,633              | 13,033         | 12,100         | -              | -              | Éliminées | Éliminées           | Éliminées | Éliminées | Éliminées | Éliminées |
| Emma Nedov      | 13,200         | 12,766              | 11,800         | 12,333         | 50,099         | 51e            | Éliminées | Éliminées           | Éliminées | Éliminées | Éliminées | Éliminées |
| Ruby Pass       | 13,350         | 13,900              | 13,300         | 12,866         | 53,866         | 14e            | Éliminées | Éliminées           | Éliminées | Éliminées | Éliminées | Éliminées |
| Breanna Scott   | 13,300         | -                   | 13,700         | -              | -              | -              | Éliminées | Éliminées           | Éliminées | Éliminées | Éliminées | Éliminées |
| Emily Whitehead | 13,600         | 12,333              | -              | 12,733         | -              | -              | Éliminées | Éliminées           | Éliminées | Éliminées | Éliminées | Éliminées |
| Total           | 40,700         | 40,299              | 40,033         | 37,932         | 158,694        | 10e            | Éliminées | Éliminées           | Éliminées | Éliminées | Éliminées | Éliminées |

| Athlète   | Compétition      | Qualifications | Qualifications      | Qualifications | Qualifications | Qualifications | Qualifications | Finale | Finale              | Finale | Finale | Finale | Finale |
| Athlète   | Compétition      | Agrès          | Agrès               | Agrès          | Agrès          | Total          | Rang           | Agrès  | Agrès               | Agrès  | Agrès  | Total  | Rang   |
| Athlète   | Compétition      | Saut           | Barres asymétriques | Poutre         | Sol            | Total          | Rang           | Saut   | Barres asymétriques | Poutre | Sol    | Total  | Rang   |
| --------- | ---------------- | -------------- | ------------------- | -------------- | -------------- | -------------- | -------------- | ------ | ------------------- | ------ | ------ | ------ | ------ |
| Ruby Pass | Concours général | 13,350         | 13,900              | 13,300         | 12,866         | 53,866         | 14e            | 13,633 | 13,733              | 13,466 | 12,966 | 53,798 | 13e    |

#### Gymnastique rythmique
| Athlète                    | Qualification | Qualification | Qualification | Qualification | Qualification | Qualification | Finale   | Finale   | Finale   | Finale   | Finale   | Finale   |
| Athlète                    |               |               |               |               | Total         | Rang          |          |          |          |          | Total    | Rang     |
| -------------------------- | ------------- | ------------- | ------------- | ------------- | ------------- | ------------- | -------- | -------- | -------- | -------- | -------- | -------- |
| Alexandra Kiroi-Bogatyreva | 30,050        | 28,550        | 26,850        | 28,900        | 114,350       | 22e           | Éliminée | Éliminée | Éliminée | Éliminée | Éliminée | Éliminée |

| Athlètes                                                                              | Qualification | Qualification | Qualification | Qualification | Finale    | Finale    | Finale    | Finale    |
| Athlètes                                                                              | 5             | 3 + 2         | Total         | Rang          | 5         | 3 + 2     | Total     | Rang      |
| ------------------------------------------------------------------------------------- | ------------- | ------------- | ------------- | ------------- | --------- | --------- | --------- | --------- |
| Saskia Broedelet Emmanouela Frroku Lidiia Iakovleva Phoebe Learmont Jessica Weintraub | 31,400        | 27,050        | 58,450        | 11e           | Éliminées | Éliminées | Éliminées | Éliminées |

#### Trampoline
| Athlète     | Compétition       | Qualifications  | Qualifications | Qualifications | Qualifications | Finale        | Finale  |
| Athlète     | Compétition       | Routine imposée | Routine libre  | Total          | Rang           | Routine libre | Rang    |
| ----------- | ----------------- | --------------- | -------------- | -------------- | -------------- | ------------- | ------- |
| Brock Batty | Concours masculin | 55,890          | 23,150         | 55,890         | 13e            | Éliminé       | Éliminé |

### Haltérophilie
| Athlète    | Catégorie      | Arraché  | Arraché | Épaulé-jeté | Épaulé-jeté | Total  | Rang |
| Athlète    | Catégorie      | Résultat | Rang    | Résultat    | Rang        | Total  | Rang |
| ---------- | -------------- | -------- | ------- | ----------- | ----------- | ------ | ---- |
| Kyle Bruce | Moins de 89 kg | 148 kg   | 12e     | 182 kg      | 10e         | 330 kg | 10e  |

| Athlète            | Catégorie      | Arraché  | Arraché | Épaulé-jeté | Épaulé-jeté | Total  | Rang |
| Athlète            | Catégorie      | Résultat | Rang    | Résultat    | Rang        | Total  | Rang |
| ------------------ | -------------- | -------- | ------- | ----------- | ----------- | ------ | ---- |
| Jacqueline Nichele | Moins de 71 kg | 94 kg    | 11e     | 115 kg      | 10e         | 209 kg | 10e  |
| Eileen Cikamatana  | Moins de 81 kg | 117 kg   | 3e      | 145 kg      | 5e          | 262 kg | 4e   |

### Hockey sur gazon
| Épreuve          | Phase éliminatoire       | Phase éliminatoire     | Phase éliminatoire     | Phase éliminatoire              | Phase éliminatoire  | Phase éliminatoire | Quart de finale        | Demi-finale         | Finale / MB         | Rang |
| Épreuve          | Adversaire Résultat      | Adversaire Résultat    | Adversaire Résultat    | Adversaire Résultat             | Adversaire Résultat | Rang               | Adversaire Résultat    | Adversaire Résultat | Adversaire Résultat | Rang |
| ---------------- | ------------------------ | ---------------------- | ---------------------- | ------------------------------- | ------------------- | ------------------ | ---------------------- | ------------------- | ------------------- | ---- |
| Tournoi masculin | Argentine Victoire 1 - 0 | Irlande Victoire 2 - 1 | Belgique Défaite 2 - 6 | Nouvelle-Zélande Victoire 5 - 0 | Inde Défaite 2 - 3  | 3e du gr. B        | Pays-Bas Défaite 0 - 2 | Éliminés            | Éliminés            | 6e   |

Équipe masculine de hockey sur gazon :
- 1 - Lachlan Sharp : Milieu de terrain
- 2 - Thomas Craig : Attaquant
- 3 - Corey Weyer : Défenseur
- 4 - Jake Harvie : Défenseur
- 5 - Tom Wickham : Attaquant
- 6 - Matthew Dawson : Défenseur
- 7 - Nathan Ephraums : Attaquant
- 10 - Joshua Beltz : Défenseur
- 11 - Eddie Ockenden : Défenseur
- 12 - Jacob Whetton : Milieu de terrain
- 13 - Blake Govers : Attaquant
- 17 - Aran Zalewski  : Milieu de terrain
- 20 - Ky Willott : Milieu de terrain
- 22 - Flynn Ogilvie : Milieu de terrain
- 29 - Tim Brand : Attaquant
- 30 - Andrew Charter : Gardien
- 32 - Jeremy Hayward : Défenseur

| Épreuve         | Phase éliminatoire            | Phase éliminatoire             | Phase éliminatoire        | Phase éliminatoire    | Phase éliminatoire     | Phase éliminatoire | Quart de finale     | Demi-finale         | Finale / MB         | Rang |
| Épreuve         | Adversaire Résultat           | Adversaire Résultat            | Adversaire Résultat       | Adversaire Résultat   | Adversaire Résultat    | Rang               | Adversaire Résultat | Adversaire Résultat | Adversaire Résultat | Rang |
| --------------- | ----------------------------- | ------------------------------ | ------------------------- | --------------------- | ---------------------- | ------------------ | ------------------- | ------------------- | ------------------- | ---- |
| Tournoi féminin | Afrique du Sud Victoire 2 - 1 | Grande-Bretagne Victoire 4 - 0 | États-Unis Victoire 3 - 0 | Argentine Nulle 3 - 3 | Espagne Victoire 3 - 1 | 1re du gr. B       | Chine Défaite 2 - 3 | Éliminées           | Éliminées           | 5e   |

Équipe féminine de hockey sur gazon :
- 1 - Claire Colwill : Défenseur
- 3 - Brooke Peris  : Milieu de terrain
- 4 - Amy Lawton : Milieu de terrain
- 5 - Grace Young : Milieu de terrain
- 6 - Penny Squibb : Défenseur
- 8 - Maddison Brooks : Milieu de terrain
- 11 - Alice Arnott : Attaquante
- 13 - Hattie Shand : Défenseur
- 14 - Stephanie Kershaw : Milieu de terrain
- 15 - Kaitlin Nobbs  : Milieu de terrain
- 18 - Jane Claxton : Milieu de terrain
- 19 - Jocelyn Bartram : Gardienne
- 20 - Karri Somerville : Milieu de terrain
- 21 - Renee Taylor : Milieu de terrain
- 22 - Tatum Stewart : Défenseur
- 24 - Mariah Williams : Milieu de terrain
- 29 - Rebecca Greiner : Milieu de terrain
- 30 - Grace Stewart  : Attaquante

### Judo
| Athlète     | Catégorie      | 16e de finale       | 8e de finale        | Quart de finale     | Demi-finale         | Repêchage           | Finale / CB         | Rang |
| Athlète     | Catégorie      | Adversaire Résultat | Adversaire Résultat | Adversaire Résultat | Adversaire Résultat | Adversaire Résultat | Adversaire Résultat | Rang |
| ----------- | -------------- | ------------------- | ------------------- | ------------------- | ------------------- | ------------------- | ------------------- | ---- |
| Joshua Katz | Moins de 60 kg | Carlino D 0 - 1     | Éliminé             | Éliminé             | Éliminé             | Éliminé             | Éliminé             | 17e  |

| Athlète           | Catégorie      | 16e de finale       | 8e de finale        | Quart de finale     | Demi-finale         | Repêchage           | Finale / CB         | Rang |
| Athlète           | Catégorie      | Adversaire Résultat | Adversaire Résultat | Adversaire Résultat | Adversaire Résultat | Adversaire Résultat | Adversaire Résultat | Rang |
| ----------------- | -------------- | ------------------- | ------------------- | ------------------- | ------------------- | ------------------- | ------------------- | ---- |
| Katharina Haecker | Moins de 63 kg | Renshall D 1 - 11   | Éliminée            | Éliminée            | Éliminée            | Éliminée            | Éliminée            | 17e  |
| Aoife Coughlan    | Moins de 70 kg | Gercsák V 1 - 0     | Butkereit D 0 - 10  | Éliminé             | Éliminé             | Éliminé             | Éliminé             | 9e   |

### Lutte
| Athlète                   | Catégorie      | 8e de finale                  | Quart de finale     | Demi-finale         | Repêchage                | Finale / CB         | Rang |
| Athlète                   | Catégorie      | Adversaire Résultat           | Adversaire Résultat | Adversaire Résultat | Adversaire Résultat      | Adversaire Résultat | Rang |
| ------------------------- | -------------- | ----------------------------- | ------------------- | ------------------- | ------------------------ | ------------------- | ---- |
| Georgii Okorokov          | Moins de 65 kg | C Rivera Défaite 2 - 12       | Éliminé             | Éliminé             | Éliminé                  | Éliminé             | 10e  |
| Jayden Alexander Lawrence | Moins de 86 kg | Yazdanicharati Défaite 0 - 10 | Non disputé         | Non disputé         | Kurugliev Défaite 0 - 10 | Éliminé             | 16e  |

### Natation
| Athlète(s)                                               | Épreuve              | Séries         | Séries      | Demi-finale   | Demi-finale | Finale            | Finale                              |
| Athlète(s)                                               | Épreuve              | Temps          | Rang        | Temps         | Rang        | Temps             | Rang                                |
| -------------------------------------------------------- | -------------------- | -------------- | ----------- | ------------- | ----------- | ----------------- | ----------------------------------- |
| Ben Armbruster                                           | 50 m nage libre      | 21 s 86        | 8e          | 21 s 94       | 14e         | Éliminé           | Éliminé                             |
| Cameron McEvoy                                           | 50 m nage libre      | 21 s 32        | 1er         | 21 s 38       | 1er         | 21 s 25           | Médaille d'or, Jeux olympiques      |
| William Yang                                             | 100 m nage libre     | 48 s 46        | 17e         | 48 s 42       | 15e         | Éliminé           | Éliminé                             |
| Kyle Chalmers                                            | 100 m nage libre     | 48 s 07        | 6e          | 47 s 58       | 2e          | 47 s 48           | Médaille d'argent, Jeux olympiques  |
| Maximillian Giuliani                                     | 200 m nage libre     | 1 min 46 s 15  | 5e          | 1 min 45 s 37 | 5e          | 1 min 45 s 57     | 7e                                  |
| Thomas Neill                                             | 200 m nage libre     | 1 min 46 s 27  | 9e          | 1 min 46 s 18 | 10e         | Éliminé           | Éliminé                             |
| Elijah Winnington                                        | 400 m nage libre     | 3 min 44 s 87  | 4e          | Non disputé   | Non disputé | 3 min 42 s 21     | Médaille d'argent, Jeux olympiques  |
| Samuel Short                                             | 400 m nage libre     | 3 min 44 s 88  | 5e          | Non disputé   | Non disputé | 3 min 42 s 64     | 4e                                  |
| Elijah Winnington                                        | 800 m nage libre     | 7 min 42 s 86  | 4e          | Non disputé   | Non disputé | 7 min 48 s 36     | 8e                                  |
| Samuel Short                                             | 800 m nage libre     | 7 min 46 s 83  | 9e          | Non disputé   | Non disputé | Éliminé           | Éliminé                             |
| Samuel Short                                             | 1 500 m nage libre   | 14 min 58 s 15 | 13e         | Non disputé   | Non disputé | Éliminé           | Éliminé                             |
| Bradley Woodward                                         | 100 m dos            | 54 s 34        | 25e         | Éliminé       | Éliminé     | Éliminé           | Éliminé                             |
| Isaac Cooper                                             | 100 m dos            | 54 s 21        | 21e         | Éliminé       | Éliminé     | Éliminé           | Éliminé                             |
| Bradley Woodward                                         | 200 m dos            | 2 min 0 s 50   | 25e         | Éliminé       | Éliminé     | Éliminé           | Éliminé                             |
| Se-Bom Lee                                               | 200 m dos            | 1 min 58 s 30  | 18e         | Éliminé       | Éliminé     | Éliminé           | Éliminé                             |
| Joshua Yong                                              | 100 m brasse         | 59 s 75        | 12e         | 59 s 64       | 12e         | Éliminé           | Éliminé                             |
| Sam Williamson                                           | 100 m brasse         | 1 min 0 s 50   | 24e         | Éliminé       | Éliminé     | Éliminé           | Éliminé                             |
| Zac Stubblety-Cook                                       | 200 m brasse         | 2 min 9 s 49   | 2e          | 2 min 8 s 57  | 2e          | 2 min 6 s 79      | Médaille d'argent, Jeux olympiques  |
| Joshua Yong                                              | 200 m brasse         | 2 min 10 s 68  | 14e         | 2 min 9 s 89  | 8e          | 2 min 11 s 44     | 8e                                  |
| Matthew Temple                                           | 100 m papillon       | 50 s 89        | 7e          | 50 s 95       | 7e          | 51 s 10           | 7e                                  |
| Ben Armbruster                                           | 100 m papillon       | 51 s 33        | 11e         | 51 s 17       | 9e          | Éliminé           | Éliminé                             |
| Matthew Temple                                           | 200 m papillon       | 1 min 57 s 39  | 23e         | Éliminé       | Éliminé     | Éliminé           | Éliminé                             |
| Thomas Neill                                             | 200 m 4 nages        | 1 min 59 s 13  | 14e         | 1 min 58 s 77 | 11e         | Éliminé           | Éliminé                             |
| William Campbell Petric                                  | 200 m 4 nages        | 1 min 58 s 84  | 11e         | 1 min 58 s 13 | 10e         | Éliminé           | Éliminé                             |
| Brendon Smith                                            | 400 m 4 nages        | 4 min 14 s 36  | 13e         | Non disputé   | Non disputé | Éliminé           | Éliminé                             |
| William Campbell Petric                                  | 400 m 4 nages        | 4 min 13 s 58  | 12e         | Non disputé   | Non disputé | Éliminé           | Éliminé                             |
| Flynn Southam Jack Cartwright Kyle Chalmers William Yang | 4 × 100 m nage libre | 3 min 12 s 25  | 2e          | Non disputé   | Non disputé | 3 min 10 s 35     | Médaille d'argent, Jeux olympiques  |
| Flynn Southman Kai Taylor Thomas Neill Zac Incerti       | 4 × 200 m nage libre | 7 min 5 s 63   | 4e          | Non disputé   | Non disputé | 7 min 1 s 98      | Médaille de bronze, Jeux olympiques |
| Ben Armbruster Isaac Cooper Joshua Yong Kyle Chalmers    | 4 × 100 m 4 nages    | 3 min 32 s 24  | 6e          | Non disputé   | Non disputé | 3 min 31 s 86     | 6e                                  |
| Nick Sloman                                              | 10 km en eau libre   | Non disputé    | Non disputé | Non disputé   | Non disputé | 1 h 56 min 24 s 4 | 11e                                 |
| Kyle Lee                                                 | 10 km en eau libre   | Non disputé    | Non disputé | Non disputé   | Non disputé | 1 h 56 min 42 s 5 | 13e                                 |

| Athlète(s)                                                 | Épreuve              | Séries        | Séries      | Demi-finale   | Demi-finale | Finale           | Finale                              |
| Athlète(s)                                                 | Épreuve              | Temps         | Rang        | Temps         | Rang        | Temps            | Rang                                |
| ---------------------------------------------------------- | -------------------- | ------------- | ----------- | ------------- | ----------- | ---------------- | ----------------------------------- |
| Meg Harris                                                 | 50 m nage libre      | 24 s 50       | 5e          | 24 s 33       | 6e          | 23 s 97          | Médaille d'argent, Jeux olympiques  |
| Shayna Jack                                                | 50 m nage libre      | 24 s 38       | 4e          | 24 s 29       | 5e          | 24 s 39          | 8e                                  |
| Mollie O'Callaghan                                         | 100 m nage libre     | 53 s 27       | 5e          | 52 s 75       | 3e          | 52 s 34          | 4e                                  |
| Shayna Jack                                                | 100 m nage libre     | 53 s 40       | 6e          | 52 s 72       | 2e          | 52 s 72          | 5e                                  |
| Ariarne Titmus                                             | 200 m nage libre     | 1 min 56 s 23 | 3e          | 1 min 54 s 64 | 1er         | 1 min 53 s 81    | Médaille d'argent, Jeux olympiques  |
| Mollie O'Callaghan                                         | 200 m nage libre     | 1 min 55 s 79 | 1er         | 1 min 54 s 70 | 2e          | 1 min 53 s 27    | Médaille d'or, Jeux olympiques      |
| Ariarne Titmus                                             | 400 m nage libre     | 4 min 2 s 46  | 2e          | Non disputé   | Non disputé | 3 min 57 s 49    | Médaille d'or, Jeux olympiques      |
| Jamie Perkins                                              | 400 m nage libre     | 4 min 3 s 30  | 5e          | Non disputé   | Non disputé | 4 min 4 s 96     | 8e                                  |
| Ariarne Titmus                                             | 800 m nage libre     | 8 min 19 s 87 | 3e          | Non disputé   | Non disputé | 8 min 12 s 29    | Médaille d'argent, Jeux olympiques  |
| Lani Pallister                                             | 800 m nage libre     | 8 min 20 s 21 | 4e          | Non disputé   | Non disputé | 8 min 21 s 09    | 6e                                  |
| Moesha Johnson                                             | 1 500 m nage libre   | 16 min 4 s 02 | 5e          | Non disputé   | Non disputé | 16 min 2 s 70    | 6e                                  |
| Lani Pallister                                             | 1 500 m nage libre   | NPT           | NPT         | Non disputé   | Non disputé | Éliminée         | Éliminée                            |
| Iona Anderson                                              | 100 m dos            | 59 s 37       | 7e          | 58 s 63       | 4e          | 58 s 98          | 5e                                  |
| Kaylee McKeown                                             | 100 m dos            | 58 s 48       | 3e          | 57 s 99       | 2e          | 57 s 33          | Médaille d'or, Jeux olympiques      |
| Jaclyn Barclay                                             | 200 m dos            | 2 min 10 s 53 | 17e         | Éliminée      | Éliminée    | Éliminée         | Éliminée                            |
| Kaylee McKeown                                             | 200 m dos            | 2 min 8 s 89  | 3e          | 2 min 7 s 57  | 2e          | 2 min 3 s 73     | Médaille d'or, Jeux olympiques      |
| Jenna Strauch                                              | 100 m brasse         | 1 min 7 s 27  | 22e         | Éliminée      | Éliminée    | Éliminée         | Éliminée                            |
| Ella Ramsay                                                | 200 m brasse         | 2 min 25 s 61 | 14e         | 2 min 24 s 56 | 12e         | Éliminée         | Éliminée                            |
| Jenna Strauch                                              | 200 m brasse         | 2 min 24 s 38 | 8e          | 2 min 24 s 05 | 10e         | Éliminée         | Éliminée                            |
| Alexandria Perkins                                         | 100 m papillon       | 57 s 46       | 8e          | 57 s 84       | 13e         | Éliminée         | Éliminée                            |
| Emma McKeon                                                | 100 m papillon       | 56 s 79       | 5e          | 56 s 74       | 6e          | 56 s 93          | 6e                                  |
| Abbey Lee Connor                                           | 200 m papillon       | 2 min 7 s 13  | 3e          | 2 min 7 s 10  | 7e          | 2 min 8 s 15     | 7e                                  |
| Elizabeth Dekkers                                          | 200 m papillon       | 2 min 8 s 97  | 8e          | 2 min 6 s 17  | 4e          | 2 min 7 s 11     | 4e                                  |
| Ella Ramsay                                                | 200 m 4 nages        | 2 min 10 s 75 | 6e          | 2 min 10 s 16 | 8e          | NPT              | NPT                                 |
| Kaylee McKeown                                             | 200 m 4 nages        | 2 min 11 s 26 | 9e          | 2 min 9 s 97  | 7e          | 2 min 8 s 08     | Médaille de bronze, Jeux olympiques |
| Ella Ramsay                                                | 400 m 4 nages        | 4 min 39 s 04 | 6e          | Non disputé   | Non disputé | 4 min 38 s 01    | 5e                                  |
| Jenna Forrester                                            | 400 m 4 nages        | 4 min 40 s 55 | 9e          | Non disputé   | Non disputé | Éliminée         | Éliminée                            |
| Bronte Campbell Emma McKeon Meg Harris Olivia Wunsch       | 4 × 100 m nage libre | 3 min 31 s 57 | 1er         | Non disputé   | Non disputé | 3 min 28 s 92    | Médaille d'or, Jeux olympiques      |
| Brianna Throssell Jamie Perkins Lani Pallister Shayna Jack | 4 × 200 m nage libre | 7 min 45 s 63 | 1er         | Non disputé   | Non disputé | 7 min 38 s 08    | Médaille d'or, Jeux olympiques      |
| Alexandria Perkins Ella Ramsay Iona Anderson Meg Harris    | 4 × 100 m 4 nages    | 3 min 54 s 81 | 1er         | Non disputé   | Non disputé | 3 min 53 s 11    | Médaille d'argent, Jeux olympiques  |
| Moesha Johnson                                             | 10 km en eau libre   | Non disputé   | Non disputé | Non disputé   | Non disputé | 2 h 3 min 34 s 2 | Médaille d'argent, Jeux olympiques  |
| Chelsea Gubecka                                            | 10 km en eau libre   | Non disputé   | Non disputé | Non disputé   | Non disputé | 2 h 6 min 17 s 8 | 14e                                 |

| Athlète                                                    | Épreuve           | Série         | Série | Finale        | Finale                              |
| Athlète                                                    | Épreuve           | Temps         | Rang  | Temps         | Rang                                |
| ---------------------------------------------------------- | ----------------- | ------------- | ----- | ------------- | ----------------------------------- |
| Emma McKeon Iona Anderson Zac Stubblety-Cook Kyle Chalmers | 4 × 100 m 4 nages | 3 min 41 s 42 | 2e    | 3 min 38 s 76 | Médaille de bronze, Jeux olympiques |

### Natation artistique
| Athlètes | Compétition | Programmes | Programmes | Programmes  | Total    | Rang |
| Athlètes | Compétition | Technique  | Libre      | Acrobatique | Total    | Rang |
| --- | ----------- | ---------- | ---------- | ----------- | -------- | ---- |
| Rayna Buckle Kiera Gazzard | Duo         | 210,0782   | 198,0271   | Non disputé | 408,1053 | 16e  |
| Rayna Buckle Georgia Courage-Gardiner Raphaelle Gauthier Kiera Gazzard Margo Joseph-Kuo Anastasia Kusmawan Zoe Poulis Milena Waldmann Natalia Caloiero | Équipe      | 235,9071   | 280,5521   | 211,9766    | 728,4358 | 9e   |

### Pentathlon moderne
| Athlète                      | Compétition | Compétition | Tour de classement | Tour de classement | Tour de classement | Équitation (saut d'obstacles) | Équitation (saut d'obstacles) | Équitation (saut d'obstacles) | Escrime (épée) | Escrime (épée) | Escrime (épée) | Natation (200 m nage libre) | Natation (200 m nage libre) | Natation (200 m nage libre) | Laser-Run (course + tir) | Laser-Run (course + tir) | Laser-Run (course + tir) | Total    | Rang     |
| Athlète                      | Compétition | Compétition | Vict.              | Déf.               | Rang               | Temps                         | Points                        | Rang                          | BR             | Points         | Rang           | Temps                       | Points                      | Rang                        | Temps                    | Points                   | Rang                     | Total    | Rang     |
| ---------------------------- | ----------- | ----------- | ------------------ | ------------------ | ------------------ | ----------------------------- | ----------------------------- | ----------------------------- | -------------- | -------------- | -------------- | --------------------------- | --------------------------- | --------------------------- | ------------------------ | ------------------------ | ------------------------ | -------- | -------- |
| Genevieve Janse van Rensburg | Femmes      | Demi-finale | 18                 | 17                 | 13e                | 69 s 01                       | 273                           | 16e                           | 4              | 219            | 6e             | 2 min 11 s 61               | 287                         | 3e                          | 12 min 37 s 73           | 543                      | 17e                      | 1 322    | 13e      |
| Genevieve Janse van Rensburg | Femmes      | Finale      | -                  | -                  | -                  | Éliminée                      | Éliminée                      | Éliminée                      | Éliminée       | Éliminée       | Éliminée       | Éliminée                    | Éliminée                    | Éliminée                    | Éliminée                 | Éliminée                 | Éliminée                 | Éliminée | Éliminée |

### Plongeon
| Athlète                           | Compétition                 | Tour préliminaire | Tour préliminaire | Demi-finale | Demi-finale | Finale  | Finale  |
| Athlète                           | Compétition                 | Points            | Rang              | Points      | Rang        | Points  | Rang    |
| --------------------------------- | --------------------------- | ----------------- | ----------------- | ----------- | ----------- | ------- | ------- |
| Kurtis Mathews                    | Tremplin à 3 m              | 399,20            | 8e                | 417,15      | 11e         | 383,40  | 10e     |
| Cassiel Rousseau                  | Haut-vol à 10 m             | 453,10            | 7e                | 469,25      | 4e          | 481,00  | 4e      |
| Jaxon Bowshire                    | Haut-vol à 10 m             | 390,30            | 14e               | 379,40      | 16e         | Éliminé | Éliminé |
| Domonic Bedggood Cassiel Rousseau | Haut-vol à 10 m synchronisé | Non disputé       | Non disputé       | Non disputé | Non disputé | 394,74  | 6e      |

| Athlète                        | Compétition                | Tour préliminaire | Tour préliminaire | Demi-finale | Demi-finale | Finale   | Finale                             |
| Athlète                        | Compétition                | Points            | Rang              | Points      | Rang        | Points   | Rang                               |
| ------------------------------ | -------------------------- | ----------------- | ----------------- | ----------- | ----------- | -------- | ---------------------------------- |
| Maddison Keeney                | Tremplin à 3 m             | 337,35            | 2e                | 334,70      | 2e          | 343,10   | Médaille d'argent, Jeux olympiques |
| Alysha Koloi                   | Tremplin à 3 m             | 276,60            | 16e               | 270,60      | 14e         | Éliminée | Éliminée                           |
| Ellie Cole                     | Haut-vol à 10 m            | 290,00            | 9e                | 309,90      | 6e          | 333,30   | 7e                                 |
| Melissa Wu                     | Haut-vol à 10 m            | 285,20            | 13e               | 294,10      | 11e         | 278,30   | 11e                                |
| Maddison Keeney Anabelle Smith | Tremplin à 3 m synchronisé | Non disputé       | Non disputé       | Non disputé | Non disputé | 292,20   | 5e                                 |

### Rugby à sept
| Épreuve          | Phase de poules        | Phase de poules       | Phase de poules            | Phase de poules | Quart de finale / MC       | Demi-finale / MC     | Finale / 3e / MC               | Rang |
| Épreuve          | Adversaire Résultat    | Adversaire Résultat   | Adversaire Résultat        | Rang            | Adversaire Résultat        | Adversaire Résultat  | Adversaire Résultat            | Rang |
| ---------------- | ---------------------- | --------------------- | -------------------------- | --------------- | -------------------------- | -------------------- | ------------------------------ | ---- |
| Tournoi masculin | Samoa Victoire 21 - 14 | Kenya Victoire 21 - 7 | Argentine Victoire 22 - 14 | 1er du gr. B    | États-Unis Victoire 18 - 0 | Fidji Défaite 7 - 31 | Afrique du Sud Défaite 19 - 26 | 4e   |

Équipe masculine de rugby :
- 1 - Henry Hutchison
- 2 - Ben Dowling
- 3 - Corey Toole
- 4 - Dietrich Roache
- 5 - Mark Nawaqanitawase
- 6 - Henry Paterson
- 7 - Hayden Sargeant
- 8 - James Turner
- 9 - Matt Gonzalez
- 10 - Nick Malouf
- 11 - Maurice Longbottom
- 12 - Nathan Lawson
- 13 - Michael Icely (R)
- 14 - Josh Turner (R)

| Épreuve         | Phase de poules                | Phase de poules                 | Phase de poules          | Phase de poules | Quart de finale / MC    | Demi-finale / MC       | Finale / 3e / MC           | Rang |
| Épreuve         | Adversaire Résultat            | Adversaire Résultat             | Adversaire Résultat      | Rang            | Adversaire Résultat     | Adversaire Résultat    | Adversaire Résultat        | Rang |
| --------------- | ------------------------------ | ------------------------------- | ------------------------ | --------------- | ----------------------- | ---------------------- | -------------------------- | ---- |
| Tournoi féminin | Afrique du Sud Victoire 34 - 5 | Grande-Bretagne Victoire 36 - 5 | Irlande Victoire 19 - 14 | 1er du gr. B    | Irlande Victoire 40 - 7 | Canada Défaite 12 - 21 | États-Unis Défaite 12 - 14 | 4e   |

Équipe féminine de rugby :
- 1 - Bienne Terita
- 2 - Sharni Smale
- 3 - Faith Nathan
- 4 - Dominique Du Toit
- 5 - Teagan Levi
- 6 - Sariah Paki
- 7 - Charlotte Caslick
- 8 - Kaitlin Shave
- 9 - Tia Hinds
- 10 - Isabella Nasser
- 11 - Bridget Clark
- 12 - Maddison Levi
- 13 - Kahli Henwood

### Skateboard
| Athlète        | Compétition | Préliminaire | Préliminaire | Préliminaire | Préliminaire | Finale   | Finale   | Finale   | Finale                         |
| Athlète        | Compétition | Course 1     | Course 2     | Course 3     | Rang         | Course 1 | Course 2 | Course 3 | Rang                           |
| -------------- | ----------- | ------------ | ------------ | ------------ | ------------ | -------- | -------- | -------- | ------------------------------ |
| Keegan Palmer  | Hommes      | 77,03        | 89,31        | 93,78        | 1er          | 93,11    | 63,66    | 65,20    | Médaille d'or, Jeux olympiques |
| Keefer Wilson  | Hommes      | 81,70        | 88,60        | 90,10        | 5e           | 40,03    | 32,73    | 58,36    | 8e                             |
| Kieran Woolley | Hommes      | 20,85        | 14,93        | 80,04        | 16e          | Éliminé  | Éliminé  | Éliminé  | Éliminé                        |
| Arisa Trew     | Femmes      | 72,15        | 82,95        | 64,95        | 6e           | 35,53    | 90,11    | 93,18    | Médaille d'or, Jeux olympiques |
| Ruby Tew       | Femmes      | 77,89        | 61,35        | 70,80        | 11e          | Éliminée | Éliminée | Éliminée | Éliminée                       |

| Athlète       | Compétition | Préliminaire | Préliminaire | Préliminaire | Préliminaire | Préliminaire | Préliminaire | Préliminaire | Préliminaire | Préliminaire | Finale   | Finale   | Finale   | Finale   | Finale           | Finale   | Finale   | Finale   | Finale   |
| Athlète       | Compétition | Courses      | Courses      | Feintes      | Feintes      | Feintes      | Feintes      | Feintes      | Total        | Rang         | Courses  | Courses  | Feintes  | Feintes  | Feintes          | Feintes  | Feintes  | Total    | Rang     |
| Athlète       | Compétition | 1            | 2            | 1            | 2            | 3            | 4            | 5            | Total        | Rang         | 1        | 2        | 1        | 2        | 3                | 4        | 5        | Total    | Rang     |
| ------------- | ----------- | ------------ | ------------ | ------------ | ------------ | ------------ | ------------ | ------------ | ------------ | ------------ | -------- | -------- | -------- | -------- | ---------------- | -------- | -------- | -------- | -------- |
| Shane O'Neill | Hommes      | 13,41        | 16,50        | 0,00         | 0,00         | 0,00         | 91,00        | 0,00         | 107,50       | 19e          | Éliminé  | Éliminé  | Éliminé  | Éliminé  | Éliminé          | Éliminé  | Éliminé  | Éliminé  | Éliminé  |
| Chloe Covell  | Femmes      | 68,14        | 78,89        | 82,26        | 0,0          | 0,00         | 85,58        | 0,00         | 246,73       | 4e           | 70,33    | 45,46    | 0,00     | 0,00     | Figure non notée | 0,00     | 0,00     | 70,33    | 8e       |
| Haylie Powell | Femmes      | 62,19        | 41,07        | 0,00         | 0,00         | 0,00         | 63,11        | 0,00         | 125,30       | 20e          | Éliminée | Éliminée | Éliminée | Éliminée | Éliminée         | Éliminée | Éliminée | Éliminée | Éliminée |
| Liv Lovelace  | Femmes      | 40,38        | 23,00        | 77,72        | 0,00         | 0,00         | 0,00         | 0,00         | 118,10       | 21e          | Éliminée | Éliminée | Éliminée | Éliminée | Éliminée         | Éliminée | Éliminée | Éliminée | Éliminée |

### Surf
| Athlète       | Compétition | 1er tour | 1er tour | 2e tour                        | 3e tour                        | Quart de finale                | Demi-finale                  | Finale / MB                | Classement                         |
| Athlète       | Compétition | Résultat | Rang     | Adversaire Résultat            | Adversaire Résultat            | Adversaire Résultat            | Adversaire Résultat          | Adversaire Résultat        | Classement                         |
| ------------- | ----------- | -------- | -------- | ------------------------------ | ------------------------------ | ------------------------------ | ---------------------------- | -------------------------- | ---------------------------------- |
| Ethan Ewing   | Hommes      | 9,90     | 1er      | Exempté                        | O'Leary Victoire 14,17 - 11,00 | Robinson Défaite 13,00 - 15,33 | Éliminé                      | Éliminé                    | 5e                                 |
| Jack Robinson | Hommes      | 13,36    | 2e       | Mesinas Victoire 16,87 - 10,83 | Florence Victoire 13,94 - 9,07 | Ewing Victoire 15,33 - 13,00   | Medina Victoire 12,33 - 6,33 | Vasst Défaite 7,83 - 17,67 | Médaille d'argent, Jeux olympiques |
| Tyler Wright  | Femmes      | 7,67     | 1er      | Exemptée                       | Lelior Victoire 11,10 - 7,74   | Marks Défaite 5,37 - 7,77      | Éliminée                     | Éliminée                   | 5e                                 |
| Molly Picklum | Femmes      | 8,44     | 3e       | Defay Défaite 7,43 - 11,83     | Éliminée                       | Éliminée                       | Éliminée                     | Éliminée                   | 17e                                |

### Taekwondo
| Athlète         | Catégorie      | Éliminatoires               | Quart de finale        | Demi-finale         | Repêchage           | Finale / CB         | Rang |
| Athlète         | Catégorie      | Adversaire Résultat         | Adversaire Résultat    | Adversaire Résultat | Adversaire Résultat | Adversaire Résultat | Rang |
| --------------- | -------------- | --------------------------- | ---------------------- | ------------------- | ------------------- | ------------------- | ---- |
| Bailey Lewis    | Moins de 58 kg | Issaka Garba Victoire 2 - 0 | Jendoubi Défaite 0 - 2 | Éliminé             | Éliminé             | Éliminé             | 9e   |
| Leon Sejranovic | Moins de 80 kg | Katoussi Défaite 0 - 2      | Non disputé            | Non disputé         | Hrnic Défaite 0 - 2 | Éliminé             | 7e   |

| Athlète      | Catégorie      | Éliminatoires         | Quart de finale     | Demi-finale         | Repêchage           | Finale / CB         | Rang |
| Athlète      | Catégorie      | Adversaire Résultat   | Adversaire Résultat | Adversaire Résultat | Adversaire Résultat | Adversaire Résultat | Rang |
| ------------ | -------------- | --------------------- | ------------------- | ------------------- | ------------------- | ------------------- | ---- |
| Stacey Hymer | Moins de 57 kg | Pacheco Défaite 0 - 2 | Éliminée            | Éliminée            | Éliminée            | Éliminée            | 11e  |

### Tennis
| Joueur (n° de tête de série) | Compétition | 32e de finale             | 16e de finale              | 8e de finale            | Quarts de finale    | Demi-finale         | Finale / MB         | Rang |
| Joueur (n° de tête de série) | Compétition | Adversaire Résultat       | Adversaire Résultat        | Adversaire Résultat     | Adversaire Résultat | Adversaire Résultat | Adversaire Résultat | Rang |
| ---------------------------- | ----------- | ------------------------- | -------------------------- | ----------------------- | ------------------- | ------------------- | ------------------- | ---- |
| Matthew Ebden                | Hommes      | Djokovic Défaite 0-6, 1-6 | Éliminé                    | Éliminé                 | Éliminé             | Éliminé             | Éliminé             | 33e  |
| Rinky Hijikata               | Hommes      | Medvedev Défaite 2-6, 1-6 | Éliminé                    | Éliminé                 | Éliminé             | Éliminé             | Éliminé             | 33e  |
| Alexei Popyrin               | Hommes      | Jarry Victoire 6-3, 7-65  | Wawrinka Victoire 6-4, 7-5 | Zverev Défaite 5-7, 3-6 | Éliminé             | Éliminé             | Éliminé             | 9e   |
| Olivia Gadecki               | Femmes      | Rus Défaite 4-6, 1-6      | Éliminée                   | Éliminée                | Éliminée            | Éliminée            | Éliminée            | 33e  |
| Ajla Tomljanović             | Femmes      | Gauff Défaite 3-6, 0-6    | Éliminée                   | Éliminée                | Éliminée            | Éliminée            | Éliminée            | 33e  |

| Joueurs (n° de tête de série)   | Compétition | 16e de finale                                | 8e de finale                               | Quarts de finale                     | Demi-finale                    | Finale / MB                                | Rang                           |
| Joueurs (n° de tête de série)   | Compétition | Adversaires Résultat                         | Adversaires Résultat                       | Adversaires Résultat                 | Adversaires Résultat           | Adversaires Résultat                       | Rang                           |
| ------------------------------- | ----------- | -------------------------------------------- | ------------------------------------------ | ------------------------------------ | ------------------------------ | ------------------------------------------ | ------------------------------ |
| Matthew Ebden John Peers        | Hommes      | Habib / Hassan Victoire 7-65, 6-2            | Carreno / Granollers Victoire 6-2, 7-5     | Koepfer / Struff Victoire 7-62, 7-64 | Fritz / Paul Victoire 7-5, 6-2 | Krajicek / Ram Victoire 66-7, 7-61, [10-8] | Médaille d'or, Jeux olympiques |
| Alexei Popyrin Alex de Minaur   | Hommes      | Krajicek / Ram Défaite 2-6, 3-6              | Éliminés                                   | Éliminés                             | Éliminés                       | Éliminés                                   | 17e                            |
| Ellen Perez Daria Saville       | Femmes      | Gauff / Pegula Défaite 3-6, 1-6              | Éliminées                                  | Éliminées                            | Éliminées                      | Éliminées                                  | 17e                            |
| Olivia Gadecki Ajla Tomljanović | Femmes      | Andreeva / Shnaider Défaite 3-6, 6-2, [10-6] | Éliminées                                  | Éliminées                            | Éliminées                      | Éliminées                                  | 17e                            |
| Ellen Perez Matthew Ebden (2)   | Mixte       | Sorribes / Granollers Victoire 6-3, 6-4      | Xinyu / Zhizhen Défaite 7-68, 68-7, [5-10] | Éliminés                             | Éliminés                       | Éliminés                                   | 5e                             |

### Tennis de table
| Athlète(s) (n° de tête de série)    | Compétition | 32e de finale          | 16e de finale          | 8e de finale           | Quart de finale        | Demi-finale            | Finale / MB            | Rang |
| Athlète(s) (n° de tête de série)    | Compétition | Adversaire(s) Résultat | Adversaire(s) Résultat | Adversaire(s) Résultat | Adversaire(s) Résultat | Adversaire(s) Résultat | Adversaire(s) Résultat | Rang |
| ----------------------------------- | ----------- | ---------------------- | ---------------------- | ---------------------- | ---------------------- | ---------------------- | ---------------------- | ---- |
| Nicholas Lum (23)                   | Simple      | Exempté                | Ishiy Défaite 0 - 4    | Éliminé                | Éliminé                | Éliminé                | Éliminé                | 33e  |
| Finn Luu (26)                       | Simple      | Exempté                | Miño Défaite 3 - 4     | Éliminé                | Éliminé                | Éliminé                | Éliminé                | 33e  |
| Nicholas Lum Finn Luu Hwan Bae (15) | Équipe      | Japon Défaite 0 - 3    | Non disputé            | Non disputé            | Non disputé            | Éliminés               | Éliminés               | 9e   |

| Athlète(s) (n° de tête de série)                   | Compétition | 32e de finale                | 16e de finale           | 8e de finale           | Quart de finale        | Demi-finale            | Finale / MB            | Rang |
| Athlète(s) (n° de tête de série)                   | Compétition | Adversaire(s) Résultat       | Adversaire(s) Résultat  | Adversaire(s) Résultat | Adversaire(s) Résultat | Adversaire(s) Résultat | Adversaire(s) Résultat | Rang |
| -------------------------------------------------- | ----------- | ---------------------------- | ----------------------- | ---------------------- | ---------------------- | ---------------------- | ---------------------- | ---- |
| Min Hyung Jee (35)                                 | Simple      | Exemptée                     | Mittelham Défaite 0 - 4 | Éliminée               | Éliminée               | Éliminée               | Éliminée               | 33e  |
| Melissa Tapper (63)                                | Simple      | Exemptée                     | Yu-bin Défaite 0 - 4    | Éliminée               | Éliminée               | Éliminée               | Éliminée               | 33e  |
| Jee Min-hyung Michelle Bromley Melissa Tapper (16) | Équipe      | Taipei chinois Défaite 0 - 3 | Non disputé             | Non disputé            | Non disputé            | Éliminées              | Éliminées              | 9e   |

| Athlètes (n° de tête de série)  | Premier tour                  | Quart de finale      | Demi-finale          | Finale / MB          | Rang |
| Athlètes (n° de tête de série)  | Adversaires Résultat          | Adversaires Résultat | Adversaires Résultat | Adversaires Résultat | Rang |
| ------------------------------- | ----------------------------- | -------------------- | -------------------- | -------------------- | ---- |
| Nicholas Lum Jee Min-hyung (15) | Ionescu / Szőcs Défaite 1 - 4 | Éliminés             | Éliminés             | Éliminés             | 9e   |

### Tir
| Athlète          | Compétition                  | Qualification | Qualification | Finale  | Finale  |
| Athlète          | Compétition                  | Points        | Rang          | Points  | Rang    |
| ---------------- | ---------------------------- | ------------- | ------------- | ------- | ------- |
| Sergei Evglevski | Pistolet à 25 m tir rapide   | 573-14x       | 26e           | Éliminé | Éliminé |
| Jack Rossiter    | Carabine à 10 m air comprimé | 628,5         | 16e           | Éliminé | Éliminé |
| Dane Sampson     | Carabine à 10 m air comprimé | 626,9         | 30e           | Éliminé | Éliminé |
| Jack Rossiter    | Carabine à 50 m 3 positions  | 585-27x       | 27e           | Éliminé | Éliminé |
| Dane Sampson     | Carabine à 50 m 3 positions  | 581-27x       | 34e           | Éliminé | Éliminé |
| James Willett    | Fosse olympique              | 123           | 3e            | 19      | 6e      |
| Mitchell Iles    | Fosse olympique              | 122           | 9e            | Éliminé | Éliminé |
| Joshua Bell      | Skeet                        | 116           | 25e           | Éliminé | Éliminé |

| Athlète            | Compétition                  | Qualification | Qualification | Finale   | Finale                              |
| Athlète            | Compétition                  | Points        | Rang          | Points   | Rang                                |
| ------------------ | ---------------------------- | ------------- | ------------- | -------- | ----------------------------------- |
| Elena Galiabovitch | Pistolet à 10 m air comprimé | 564-12x       | 37e           | Éliminée | Éliminée                            |
| Elena Galiabovitch | Pistolet à 25 m              | 569-13x       | 35e           | Éliminée | Éliminée                            |
| Penny Smith        | Fosse olympique              | 121           | 6e            | 32       | Médaille de bronze, Jeux olympiques |
| Catherine Skinner  | Fosse olympique              | 116           | 17e           | Éliminée | Éliminée                            |
| Aislin Jones       | Skeet                        | 112           | 25e           | Éliminée | Éliminée                            |

| Athlètes                 | Compétition | Qualification 1 | Qualification 1 | Qualification 2 | Qualification 2 | Finale / MB          | Finale / MB |
| Athlètes                 | Compétition | Points          | Rang            | Points          | Rang            | Adversaires Résultat | Rang        |
| ------------------------ | ----------- | --------------- | --------------- | --------------- | --------------- | -------------------- | ----------- |
| Aislin Jones Joshua Bell | Skeet       | 141             | 11e             | Non disputé     | Non disputé     | Éliminés             | Éliminés    |

### Tir à l'arc
| Athlète           | Compétition | Tour préliminaire | Tour préliminaire | 32e de finale          | 16e de finale       | 8e de finale        | Quart de finale     | Demi-finale         | Finale / MB         | Rang |
| Athlète           | Compétition | Points            | Rang              | Adversaire Résultat    | Adversaire Résultat | Adversaire Résultat | Adversaire Résultat | Adversaire Résultat | Adversaire Résultat | Rang |
| ----------------- | ----------- | ----------------- | ----------------- | ---------------------- | ------------------- | ------------------- | ------------------- | ------------------- | ------------------- | ---- |
| Peter Boukouvalas | Hommes      | 638               | 60e               | Woo-seok Défaite 0 - 6 | Éliminé             | Éliminé             | Éliminé             | Éliminé             | Éliminé             | 33e  |
| Laura Paeglis     | Femmes      | 640               | 44e               | Lopez Défaite 4 - 6    | Éliminée            | Éliminée            | Éliminée            | Éliminée            | Éliminée            | 33e  |

| Athlètes                        | Compétition | Tour préliminaire | Tour préliminaire | 8e de finale         | Quart de finale      | Demi-finale          | Finale / MB          | Rang |
| Athlètes                        | Compétition | Points            | Rang              | Adversaires Résultat | Adversaires Résultat | Adversaires Résultat | Adversaires Résultat | Rang |
| ------------------------------- | ----------- | ----------------- | ----------------- | -------------------- | -------------------- | -------------------- | -------------------- | ---- |
| Peter Boukouvalas Laura Paeglis | Mixte       | 1 278             | 26e               | Éliminés             | Éliminés             | Éliminés             | Éliminés             | 26e  |

### Triathlon
| Athlète               | Compétition | Natation (1,5 km) | Transition 1 | Vélo (40 km)   | Transition 2 | Course (10 km) | Temps total     | Rang |
| --------------------- | ----------- | ----------------- | ------------ | -------------- | ------------ | -------------- | --------------- | ---- |
| Matthew Hauser        | Hommes      | 20 min 14 s       | 49 s         | 52 min 26 s    | 24 s         | 30 min 24 s    | 1 h 44 min 17 s | 7e   |
| Luke Willian          | Hommes      | 22 min 9 s        | 54 s         | 53 min 40 s    | 25 s         | 34 min 5 s     | 1 h 51 min 13 s | 46e  |
| Sophie Linn           | Femmes      | 23 min 56 s       | 54 s         | 57 min 59 s    | 28 s         | 35 min 35 s    | 1 h 58 min 52 s | 21e  |
| Natalie van Coevorden | Femmes      | 24 min 18 s       | 56 s         | 1 h 0 min 26 s | 0 s          | 36 min 52 s    | 2 h 3 min 1 s   | 42e  |

| Athlète               | Natation (300 m) | Transition 1 | Vélo (8 km) | Transition 2 | Course (2 km) | Temps (athlète) | Rang |
| --------------------- | ---------------- | ------------ | ----------- | ------------ | ------------- | --------------- | ---- |
| Willian Luke          | 4 min 14 s       | 1 min 2 s    | 9 min 36 s  | 25 s         | 4 min 58 s    | 20 min 15 s     | -    |
| Natalie van Coevorden | 5 min 21 s       | 1 min 10 s   | 11 min 36 s | 27 s         | 6 min 5 s     | 24 min 39 s     | -    |
| Matthew Hauser        | 4 min 24 s       | 1 min 5 s    | 9 min 36 s  | 22 s         | 5 min 1 s     | 20 min 28 s     | -    |
| Sophie Linn           | 5 min 1 s        | 1 min 6 s    | 10 min 56 s | 27 s         | 5 min 58 s    | 23 min 28 s     | -    |
| Total                 | -                | -            | -           | -            | -             | 1 h 28 min 50 s | 12e  |

### Voile
Nota : le résultat barré est le plus mauvais de l’athlète concerné. Il n’est pas pris en compte dans le total.
| Athlètes                    | Compétition         | Régates | Régates | Régates | Régates | Régates | Régates | Régates | Régates | Régates | Régates | Régates     | Régates     | Régates | Total net | Classement                     |
| Athlètes                    | Compétition         | 1       | 2       | 3       | 4       | 5       | 6       | 7       | 8       | 9       | 10      | 11          | 12          | CM      | Total net | Classement                     |
| --------------------------- | ------------------- | ------- | ------- | ------- | ------- | ------- | ------- | ------- | ------- | ------- | ------- | ----------- | ----------- | ------- | --------- | ------------------------------ |
| Matthew Wearn               | Laser hommes        | 12      | 2       | 1       | 18      | 1       | 2       | 10      | 10      | Annulé  | Annulé  | Non disputé | Non disputé | 2       | 40        | Médaille d'or, Jeux olympiques |
| Jim Colley Shaun Conner     | 49er hommes         | 19      | 17      | 10      | 14      | 10      | 9       | 12      | 3       | 10      | 3       | 16          | 20          | El      | 123       | 15e                            |
| Zoe Thomson                 | Laser Radial femmes | 12      | 37      | 22      | 11      | 16      | 6       | 19      | 35      | 15      | Annulé  | Non disputé | Non disputé | El      | 136       | 20e                            |
| Olivia Price Evie Haseldine | 49er FX femmes      | 6       | 8       | 16      | 7       | 11      | 3       | 20      | 10      | 9       | 10      | 10          | 12          | 18      | 120       | 9e                             |
| Brin Liddell Rhiannan Brown | Nacra 17 mixte      | 11      | 11      | 13      | 13      | 12      | 7       | 9       | 12      | 13      | 6       | 14          | 20          | El      | 121       | 13e                            |
| Nia Jerwood Conor Nicholas  | 470 mixte           | 6       | 20      | 7       | 7       | 3       | 16      | 8       | 15      | Annulé  | Annulé  | Non disputé | Non disputé | 12      | 74        | 9e                             |

| Athlètes          | Compétition         | Régates | Régates | Régates | Régates | Régates | Régates | Régates | Régates | Régates | Régates | Régates | Régates | Régates | Régates | Régates | Régates | Régates     | Régates     | Régates     | Régates     | Régates     | Régates | Demi-finale | Demi-finale | Demi-finale | Demi-finale | Demi-finale | Demi-finale | Demi-finale | Demi-finale | Finale      | Finale      | Finale      | Finale      | Finale      | Finale      | Finale      | Finale                             |
| Athlètes          | Compétition         | 1       | 2       | 3       | 4       | 5       | 6       | 7       | 8       | 9       | 10      | 11      | 12      | 13      | 14      | 15      | 16      | 17          | 18          | 19          | 20          | Points nets | Rang    | 1           | 2           | 3           | 4           | 5           | 6           | Total       | Rang        | 1           | 2           | 3           | 4           | 5           | 6           | Total       | Rang                               |
| ----------------- | ------------------- | ------- | ------- | ------- | ------- | ------- | ------- | ------- | ------- | ------- | ------- | ------- | ------- | ------- | ------- | ------- | ------- | ----------- | ----------- | ----------- | ----------- | ----------- | ------- | ----------- | ----------- | ----------- | ----------- | ----------- | ----------- | ----------- | ----------- | ----------- | ----------- | ----------- | ----------- | ----------- | ----------- | ----------- | ---------------------------------- |
| Grae Morris       | IQFoil hommes       | 13      | 24      | 10      | 9       | 1       | 7       | 2       | 1       | 9       | 2       | 4       | 7       | 8       | Annulé  | Annulé  | Annulé  | Annulé      | Annulé      | Annulé      | Annulé      | 60          | 1er     | Exempté     | Exempté     | Exempté     | Exempté     | Exempté     | Exempté     | Exempté     | Exempté     | Non disputé | Non disputé | Non disputé | Non disputé | Non disputé | Non disputé | Non disputé | Médaille d'argent, Jeux olympiques |
| Breiana Whitehead | Formula Kite femmes | 12      | 5       | 7       | 6       | 9       | 8       | Annulé  | Annulé  | Annulé  | Annulé  | Annulé  | Annulé  | Annulé  | Annulé  | Annulé  | Annulé  | Non disputé | Non disputé | Non disputé | Non disputé | 35          | 7e      | 4           | Annulé      | Annulé      | Annulé      | Annulé      | Annulé      | 0           | 4e          | Éliminée    | Éliminée    | Éliminée    | Éliminée    | Éliminée    | Éliminée    | Éliminée    | Éliminée                           |

### Volley-ball

#### Volleyball de plage
| Athlètes                                 | Compétition      | Tour préliminaire             | Tour préliminaire                 | Tour préliminaire                 | Tour préliminaire | 8e de finale                   | Quart de finale            | Demi-finale                       | Finale / MB                     | Rang |
| Athlètes                                 | Compétition      | Adversaires Résultat          | Adversaires Résultat              | Adversaires Résultat              | Rang              | Adversaires Résultat           | Adversaires Résultat       | Adversaires Résultat              | Adversaires Résultat            | Rang |
| ---------------------------------------- | ---------------- | ----------------------------- | --------------------------------- | --------------------------------- | ----------------- | ------------------------------ | -------------------------- | --------------------------------- | ------------------------------- | ---- |
| Izac Carracher Mark Nicolaidis           | Tournoi masculin | Åhman / Hellvig Défaite 0 - 2 | Cottafava / Nicolai Défaite 0 - 2 | Tijan / Younousse Défaite 0 - 2   | 4e du gr. A       | Éliminés                       | Éliminés                   | Éliminés                          | Éliminés                        | 19e  |
| Thomas Hodges Zachery Schubert           | Tournoi masculin | Bryl / Łosiak Défaite 0 - 2   | Ehlers / Wickler Défaite 1 - 2    | Bassereau / Lyneel Victoire 2 - 0 | 3e du gr. C       | Budinger / Evans Défaite 0 - 2 | Éliminés                   | Éliminés                          | Éliminés                        | 17e  |
| Mariafe Artacho del Solar Taliqua Clancy | Tournoi féminin  | Chen / Xinyi Victoire 2 - 1   | Nuss / Kloth Défaite 0 - 2        | Bansley / Bukovec Victoire 2 - 0  | 2e du gr. B       | Carol / Barbara Victoire 2 - 0 | Zoé / Esmée Victoire 2 - 1 | Ana Patricia / Duda Défaite 1 - 2 | Hüberli / Brunner Défaite 0 - 2 | 4e   |

### Water-polo
| Épreuve          | Tour préliminaire     | Tour préliminaire     | Tour préliminaire     | Tour préliminaire      | Tour préliminaire     | Tour préliminaire | Quart de finale            | Demi-finale                           | Finale / MB                            | Rang |
| Épreuve          | Adversaire Résultat   | Adversaire Résultat   | Adversaire Résultat   | Adversaire Résultat    | Adversaire Résultat   | Rang              | Adversaire Résultat        | Adversaire Résultat                   | Adversaire Résultat                    | Rang |
| ---------------- | --------------------- | --------------------- | --------------------- | ---------------------- | --------------------- | ----------------- | -------------------------- | ------------------------------------- | -------------------------------------- | ---- |
| Tournoi masculin | Espagne Défaite 5 - 9 | Serbie Victoire 8 - 3 | France Victoire 9 - 8 | Hongrie Victoire 9 - 8 | Japon Défaite 13 - 14 | 2e du gr. B       | États-Unis Défaite 10 - 11 | Classement 5e-8e Grèce Défaite 9 - 15 | Classement 7e-8e Italie Défaite 6 - 10 | 8e   |

Équipe masculine de water-polo :
- 1 - Nic Porter : Gardien
- 2 - Angus Lambie : Avant centre
- 3 - Milos Maksimovic : Défenseur
- 4 - Charlie Negus : Défenseur
- 5 - Nathan Power  : Arrière centre
- 6 - Lachlan Edwards : Avant centre
- 7 - Luke Pavillard : Ailier
- 8 - Jacob Mercep : Ailier
- 9 - Matthew Byrnes : Défenseur
- 10 - Marcus Berehulak : Arrière centre
- 11 - Chaz Poot : Défenseur
- 12 - Blake Edwards : Défenseur
- 13 - John Hedges : Gardien

| Épreuve         | Tour préliminaire    | Tour préliminaire         | Tour préliminaire      | Tour préliminaire        | Tour préliminaire   | Tour préliminaire | Quart de finale      | Demi-finale                 | Finale / MB            | Rang                               |
| Épreuve         | Adversaire Résultat  | Adversaire Résultat       | Adversaire Résultat    | Adversaire Résultat      | Adversaire Résultat | Rang              | Adversaire Résultat  | Adversaire Résultat         | Adversaire Résultat    | Rang                               |
| --------------- | -------------------- | ------------------------- | ---------------------- | ------------------------ | ------------------- | ----------------- | -------------------- | --------------------------- | ---------------------- | ---------------------------------- |
| Tournoi féminin | Chine Victoire 7 - 5 | Pays-Bas Victoire 15 - 14 | Canada Victoire 10 - 7 | Hongrie Victoire 14 - 12 | Non disputé         | 1re du gr. A      | Grèce Victoire 9 - 6 | États-Unis Victoire 14 - 13 | Espagne Défaite 9 - 11 | Médaille d'argent, Jeux olympiques |

Équipe féminine de water-polo :
- 1 - Gabriella Palm : Gardienne
- 2 - Keesja Gofers : Défenseur
- 3 - Elle Armit : Arrière centre
- 4 - Bronte Halligan : Défenseur
- 5 - Sienna Green : Arrière centre
- 6 - Abby Andrews : Ailier
- 7 - Charlize Andrews : Défenseur
- 8 - Sienna Hearn : Défenseur
- 9 - Zoe Arancini  : Défenseur
- 10 - Alice Williams : Défenseur
- 11 - Matilda Kearns : Avant centre
- 12 - Danijela Jackovich : Avant centre
- 13 - Genevieve Longman : Gardienne